# Japan Airlines
A Japan Airlines (JAL) (日本航空株式会社, Nihon Kōkū Kabushiki-gaisha, TYO: 9201) é uma companhia aérea sediada em Shinagawa, Tóquio, Japão. Ela é a companhia aérea nacional do Japão e seus principais polos são o Aeroporto Internacional de Narita e Aeroporto de Haneda em Tóquio, bem como o Aeroporto Internacional de Kansai e Aeroporto Internacional de Osaka. A empresa e três de suas subsidiárias (J-Air, JAL Express, e Japan Transocean Air) são membros da aliança aérea Oneworld.
As empresas do grupo JAL incluem a Japan Airlines para voos domésticos e internacionais; JAL Express para voos de baixo custo domésticos e internacionais; J-Air, Japan Air Commuter, Japan Transocean Air e Ryukyu Air Commuter para voos de ligação nacionais; e a JAL Cargo para serviços de carga e de correspondências. As operações do grupo JAL incluem voos regulares e não-regulares, de passageiros e de carga, internacional e nacional, para 220 destinos em 35 países no mundo, incluindo acordos de compartilhamento de voos. O grupo possui uma frota de 279 aeronaves. No ano fiscal encerrado em 31 de março de 2009, a companhia aera carregou mais de 52 milhões de passageiros e mais de 1,1 milhão de toneladas de carga e correspondências.
A JAL foi fundada em 1951 e tornou-se a transportadora nacional do Japão em 1953. Após mais de três décadas de voos e expansão, a empresa foi completamente privatizada em 1987. Em 2002, a companhia aérea fundiu-se com a Japan Air System, a terceira maior companhia aérea do Japão, tornando-se a sexta maior companhia aérea do mundo em passageiros transportados. A Japan Airlines é atualmente um patrocinador oficial da Associação de Futebol do Japão, Seleção Japonesa de Futebol, Shimizu S-Pulse e Consadole Sapporo. A segunda maior companhia no Japão, a All Nippon Airways, é a principal rival da Japan Airlines com uma concorrência feroz entre as duas empresas.
Em março 2024 a Japan Airlines encomendou 42 aeronaves, sendo 10 Boeing 787-9, 21 a350-900 e 11 a321neo, sendo os primeiros da família Airbus 320 para a companhia

## História

### Era regulamentada

#### Fundação

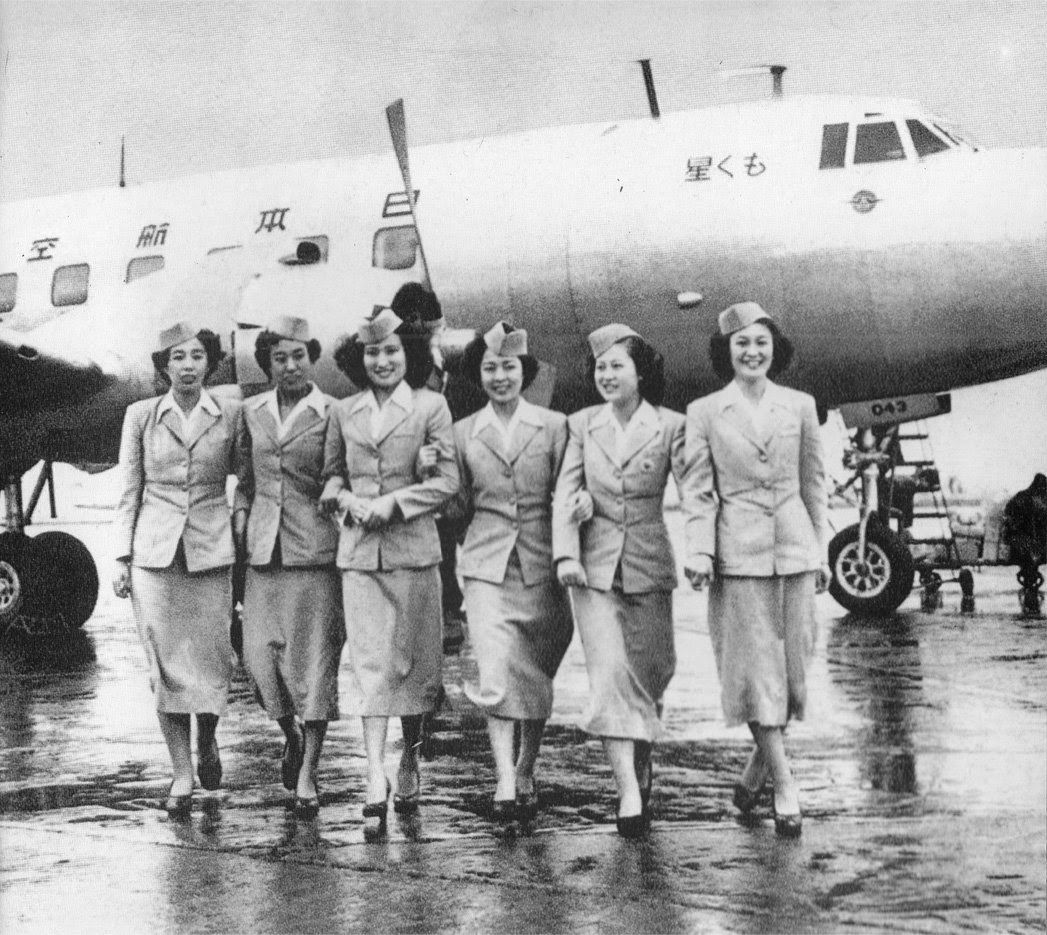
Japan Airlines Martin 2-0-2 em 25 de outubro de 1951

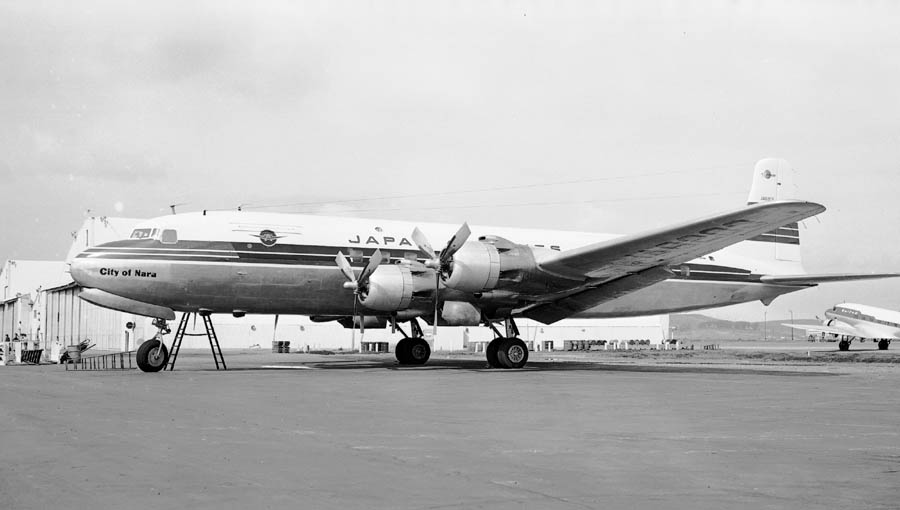
Um Japan Airlines Douglas DC-6A (chamado City of Nara) no Aeroporto Internacional de São Francisco em Março de 1954

A Japan Air Lines foi fundada em 1º de agosto de 1951, através do reconhecimento pelo Governo do Japão da necessidade de um sistema de transporte aéreo confiável para ajudar o Japão a crescer após o encerramento da Segunda Guerra Mundial. A companhia aérea foi fundada com um capital inicial de 100 milhões de ienes, sendo que sua sede localizava-se em Ginza, Tóquio. Entre 27 e 29 de agosto, a empresa operou voos restritos em um Douglas DC-3 Kinsei, arrendado da Philippine Airlines. Em 25 de outubro, o primeiro serviço aéreo doméstico do pós-guerra foi inaugurado, usando uma aeronave Martin 2-0-2, apelidada de Mokusei, e uma tripulação emprestada da Northwest Airlines.
Em 1º de agosto de 1953, a Dieta do Japão aprovou o Ato da Japan Air Lines Company (日本航空株式会社法, Nihon Kōkū Kabushiki-gaisha Hō), formando uma nova empresa áerea estatal em 1º de outubro, que assumiu todos os ativos e passivos de seu antecessor privado. Em 1953, a rede da JAL se estendia do norte de Tóquio até Sapporo e Misawa, e a oeste para Nagóia, Osaka, Iwakuni e Fukuoka.
Em 2 de fevereiro de 1954, a empresa começou a realizar voos internacionais, carregando 19 passageiros de Tóquio a San Francisco em um Douglas DC-6b City of Tokyo via Wake Island e Honolulu. Os voos entre Tóquio e San Francisco ainda são os Voos 1 e 2, para comemorar seu primeiro serviço internacional. Os primeiros voos foram operados com tripulação americana e atendidos pela United Airlines em San Francisco.
A companhia aérea, além do Douglas DC-3, Douglas DC-6B e Martin 2-0-2s, operou com Douglas DC-4 e Douglas DC-7C durante a década de 1950. A JAL voou para Jong Kong via Okinawa em 1955, tendo sua rede doméstica limitada a Tóquio, Osaka, Fukuoka e Sapporo. Em 1958, a rota para Jong Kong foi estendida para Bangkok e Cingapura. Com o DC-7C, a JAL foi capaz de voar sem escalas entre Seattle e Tóquio em 1959.

##### Era dos jatos

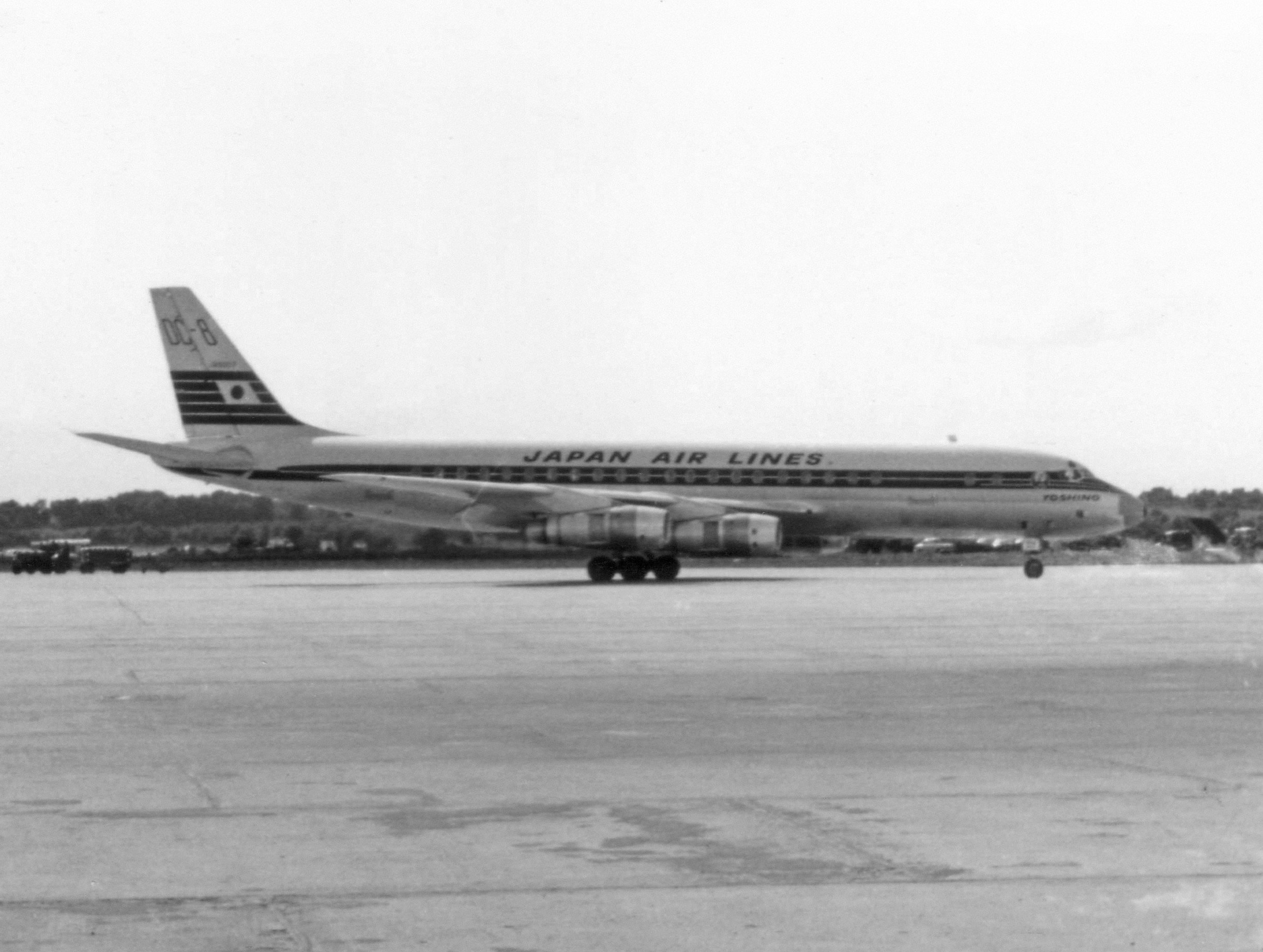
Primeiro jato da JAL, o Douglas DC-8, em 1960

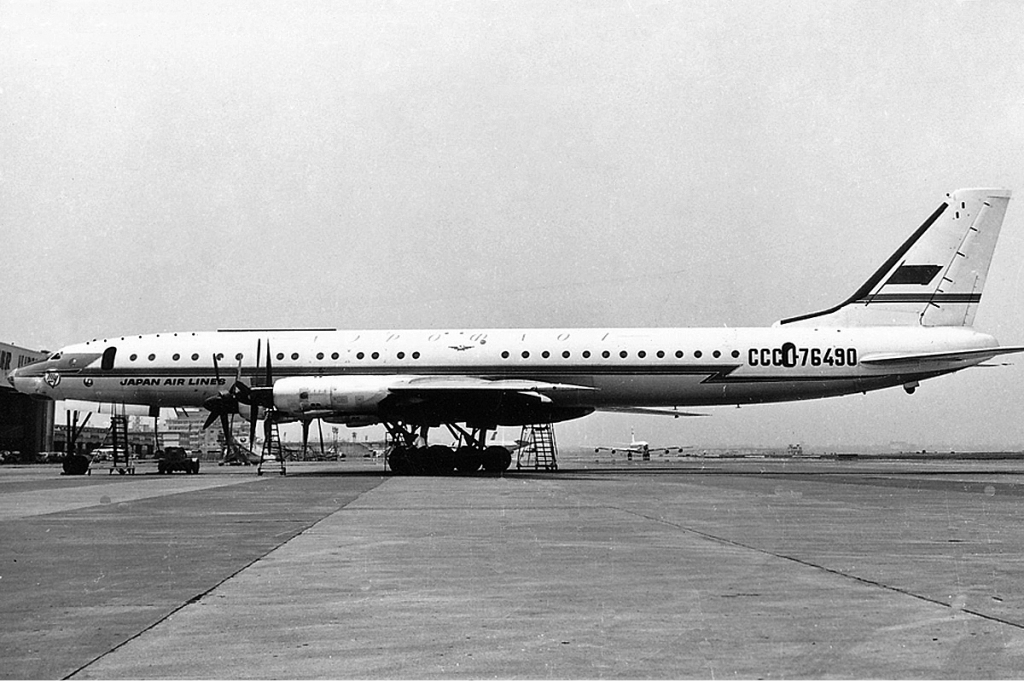
Um Tupolev Tu-114 da JAL, usado entre Japão e Moscou

Em 1960, a companhia aérea recebeu seu primeiro jato, um Douglas DC-8 chamado de Fuji, introduzindo o serviço a jato na rota Tóquio-Honolulu-San Francisco. A JAL passou a operar uma frota de 51 DC-8s, aposentando o último do tipo em 1987. O Fuji voou até 1974 e foi então usado como uma plataforma de treinamento de manutenção até 1989. A sua parte dianteira foi armazenada no Aeroporto de Haneda e posteriormente colocada em exposição pública no JAL Sky Museum em março de 2014.
A JAL também começou a voar para Seattle e Hong Kong em 1960. No final de 1961, a JAL tinha voos transpolares de Tóquio para Seattle, Copenhagen, Londres e paris, via Anchorage (Alasca) e para Los Angeles e San Francisco via Honolulu, Havaí.
Durante a década de 1960, a JAL voou para muitas novas cidades, incluindo Moscou, Nova Iorque e Pusan. Os voos DC-8 para a Europa via Anchorage começaram em 1961. Os voos para a Europa via Índia começaram em 1962, inicialmente com aeronaves Convair 880.
Em 1965, a Japan Airlines tinha sua sede em um edifício em Tóquio, mais precisamente em Marunouchi, Chiyoda, Tóquio. Nesta época, mais da metade da receita da JAL era gerada por rotas transpacíficas para os Estados Unidos e a companhia aérea estava pressionando os Estados Unidos pelos diretos de quinta liberdade para voar por rotas transatlânticas pela costa leste. A rota transpacífica foi estendida para o leste de San Francisco para Nova Iorque em novembro de 1966 e para Londres em 1967. Os voos entre San Francisco e Londres foram encerrados em dezembro de 1972.
Entre 1967 e 1969, a JAL tinha um acordo com a Aeroflot para operar conjuntamente entre Tóquio e Moscou usando um Tupolev Tu-114 soviético. A tripulação do voo incluía um membro JAL e a tripulação de cabine tinha cinco membros cada da Aeroflot e da JAL. Os voos semanais começaram em abril de 1967. Em maio, a duração programada era de 10 horas e 35 minutos de Moscou para Tóquio e de 11 horas e 25 minutos no retorno.
Em 1972, sobre o 45/47 system (45/47体制, yon'go-yonnana taisei), a chamada "constituição da aviação" promulgada pelo governo japonês, foi concedido a JAL o status de transportadora aérea nacional para operar rotas internacionais. A empresa também foi designada para operar rotas principais domésticas em competição com a All Nippon Airways and Toa Domestic Airlines.
A assinatura de um Acordo do Transporte Aéreo Civil entre a República Popular da China e o Japão em 20 de abril de 1974 causou a suspensão das rotas aéreas entre Taiwan e o Japão em 21 de abril. Uma nova subsidiária, a Japan Asia Airways, foi fundada em 8 de agosto de 1975 e os serviços aéreos entre os dois países foram restaurados em 15 de setembro. Durante a década de 1970, a empresa comprou o Boeing 727, Boeing 747 e o McDonnell Douglas DC-10 para suas rotas em desenvolvimento dentro do Japão e para outros países.

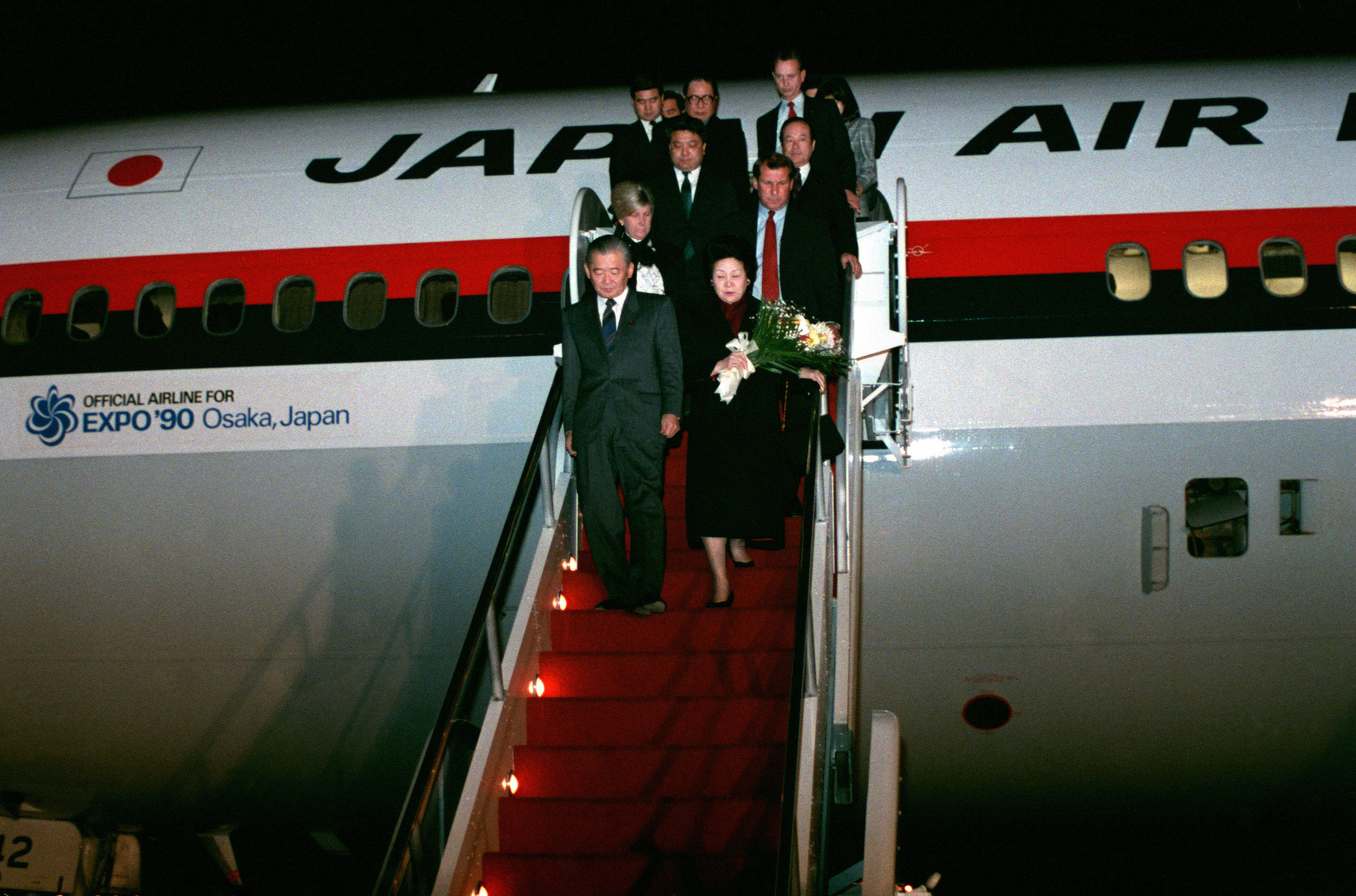
Ex-Primeiro Ministro Noboru Takeshita desembarca de um McDonnell Douglas DC-10 da JAL em uma visita de estado para os Estados Unidos em 1989

Na década de 1980, a companhia aérea realizou voos especiais para o Príncipe Herdeiro Akihito e a Princesa herdeira Michiko do Japão, o Papa João Paulo II e para primeiros ministros japoneses, até a introdução de aeronaves exclusivas do governo, usando dois Boeing 747-400, operadas como Japanese Air Force One e Japanese Air Force Two. Durante a década, a empresa introduziu novos Boeing 747-100SR, Boeing 747-SUD e Boeing 767 para sua frota e aposentou os Boeings 727 e Douglas DC-8.
Em 1978, a JAL iniciou voos para São Paulo e Rio de Janeiro via Anchorage e San Juan a escala foi mudada para Los Angeles em 1982 e para o Aeroporto Internacional John F. Kennedy, em Nova Iorque, em 1999. Até 2009 a empresa operou voos entre Nova Iorque e São Paulo e entre Vancouver e Cidade do México.

### Era desregulamentada
O Japão começou a considerar a desregulação aérea no final da década de 1970, com o governo anunciando o abandono do sistema 45/47 em 1985. Em 1987, a Japan Airlines foi completamente privatizada e as outras duas companhias aéreas no Japão, a All Nippon Airways (ANA) e a Japan Air System (JAS), receberam permissão para competir com a JAL em rotas domésticas e internacionais. A maior competição resultou em mudanças na estrutura corporativa da empresa e ela foi reorganizada em três divisões: serviço internacional de passageiros, serviço doméstico de passageiros e serviço de carga (incluindo cartas).

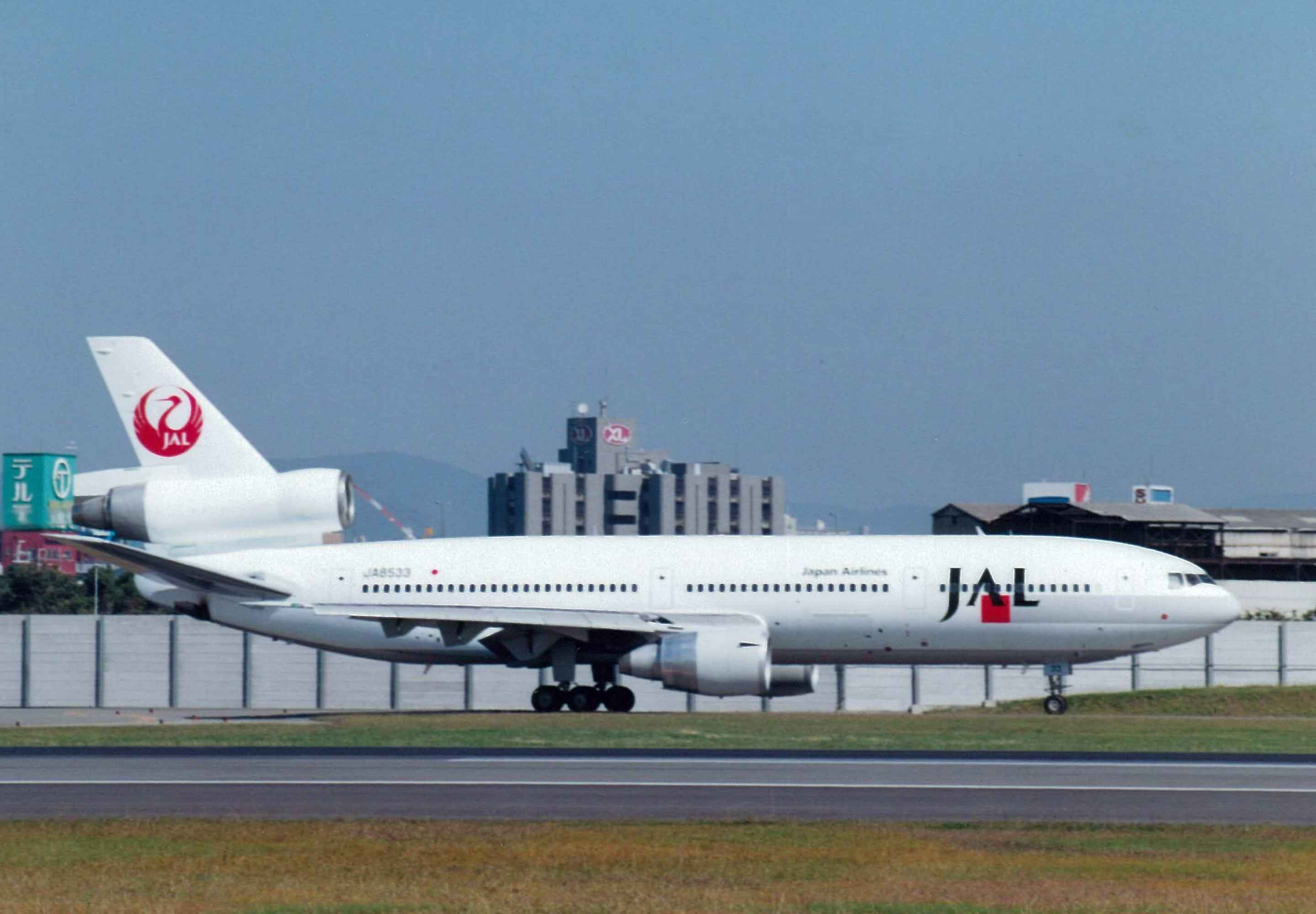
JAL McDonnell Douglas DC-10

A Japan Airlines começou a década de 1990 com voos para evacuar cidadãos japoneses do Iraque antes do início da Guerra do Golfo. Em outubro de 1990, a Japan Air Charter foi fundada e em setembro de 1996 um acordo com a The Walt Disney Company foi anunciado, transformando a JAL na companhia aérea oficial da Tokyo Disneyland. A JAL Express foi fundada em abril de 1997, com aeronaves Boeing 737. Na década de 1990, a empresa encontrou mais dificuldades econômicas decorrentes de recessões nos Estados Unidos e Reino Unido, além de uma crise interna. Os anos sucessivos de lucro desde 1986 deram lugar a prejuízos operacionais em 1992. O corte de custos, incluindo a formação da subsidiária doméstica de baixo custo JAL Express e a transferência de operações turísticas para a JALways (a sucessora da Japan Air Charter), ajudaram a companhia aérea a recuperar a lucratividade em 1999.
Em 1997, a empresa levou o Primeiro Ministro japonês Ryutaro Hashimoto para o Peru para negociar na crise de reféns da embaixada japonesa. A Japan Airlines fez pedidos de  aeronaves Boeing 777 durante os anos 1990, permitindo uma renovação da frota.

### Fusão da JAS

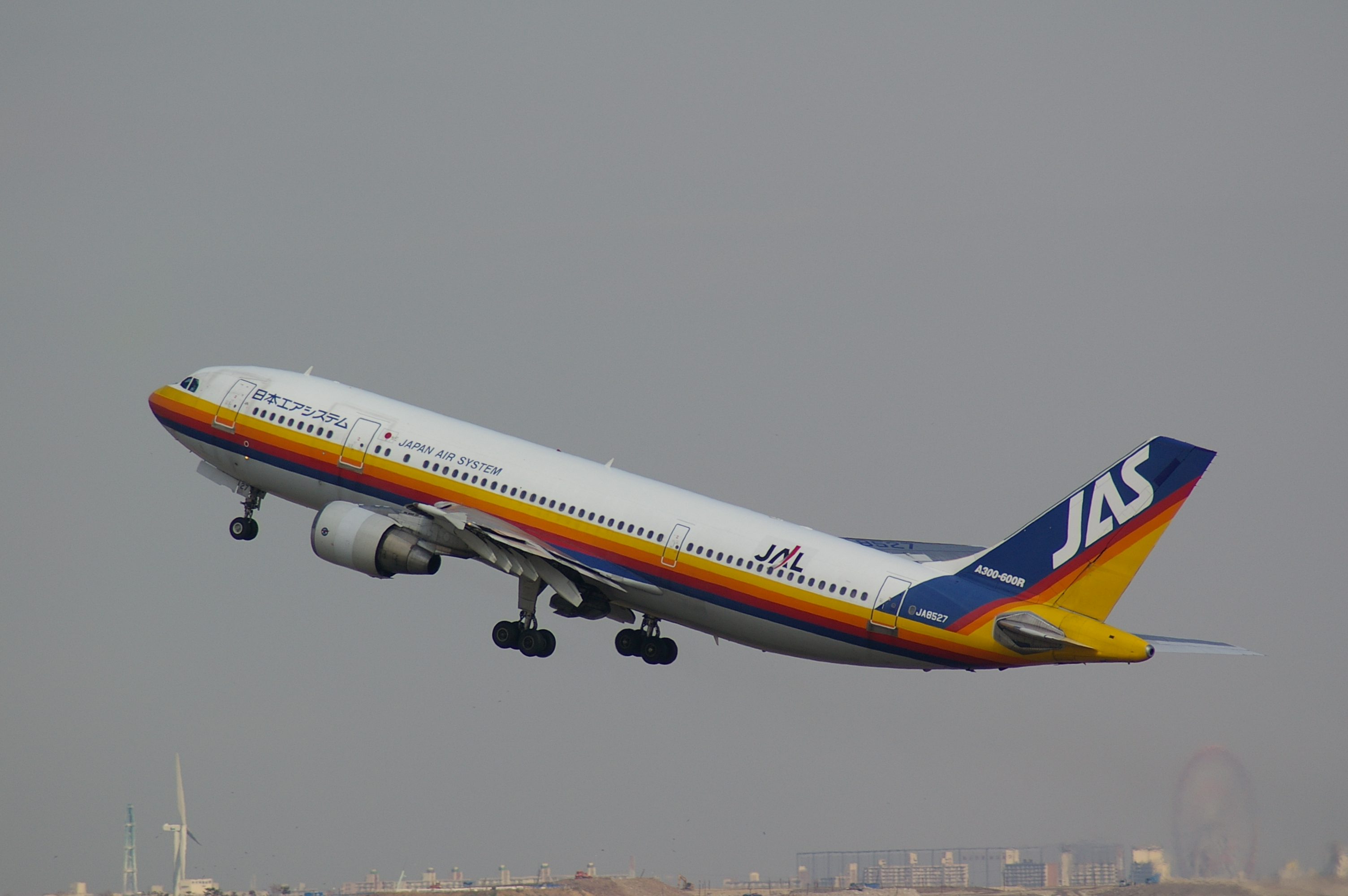
Um Airbus A300-600R da Japan Air System (JAS) com o logotipo da JAL na fuselagem

Em 2001, a Japan Air System e a Japan Airlines entraram em um acordo de fusão, e em 2 de outubro de 2002 eles iniciaram uma nova companhia chamada de Japan Airlines System (日本航空システム, Nihon Kōkū Shisutemu),  formando um novo núcleo para o Grupo JAL. Os designs das aeronaves foram mudados para combinar com o design do novo Grupo JAL. Na época, o novo grupo de linhas aéreas era a sexta maior do mundo por número de passageiros transportados.
Em 1º de abril de 2004, a JAL trocou seu nome para Japan Airlines International e a JAS trocou seu nome para Japan Airlines Domestic. Os códigos de voo da JAS foram trocados para códigos de voo da JAL, balcões de check-in da JAS foram redesenhados com as texturas da JAL e as aeronaves da JAS foram gradualmente sendo repintadas. Em 26 de junho de 2004, a empresa mãe Japan Airlines System foi renomeada para Japan Airlines Corporation.
Seguindo a fusão, duas empresas operaram sobre a marca JAL: Japan Airlines International (日本航空インターナショナル, Nihon Kōkū Intānashonaru) e  Japan Airlines Domestic (日本航空ジャパン, Nihon Kōkū Japan). A Japan Airlines Domestic teve responsabilidade primária pela grande rede de voos intra-Japão, enquanto a JAL International operava tanto voos domésticos principais e internacionais. Em 1º de outubro de 2006, a Japan Airlines International e a Japan Airlines Domestic fundiram-se em uma única marca, a Japan Airlines International.
A companhia aérea pediu admissão à Oneworld em 25 de outubro de 2005. A Japan Airlines alegou que associação à Oneworld seria de melhor interesse aos planos da empresa para desenvolver ainda mais o grupo aéreo e seu forte compromisso de fornecer o melhor serviço para seus clientes. A Japan Airlines, juntamente com a Malév e a Royal Jordanian, juntaram-se à aliança em 1º de abril de 2007.
Em 1º de abril de 2008, a JAL fundiu as operações de sua subsidiária Japan Asia Airways (JAA) às operações principais da JAL. A JAA havia operado todos os voos do grupo JAL entre Japão e Taiwan entre 1975 e 2008 como uma entidade separada devido à situação política de Taiwan.

### Reestruturação

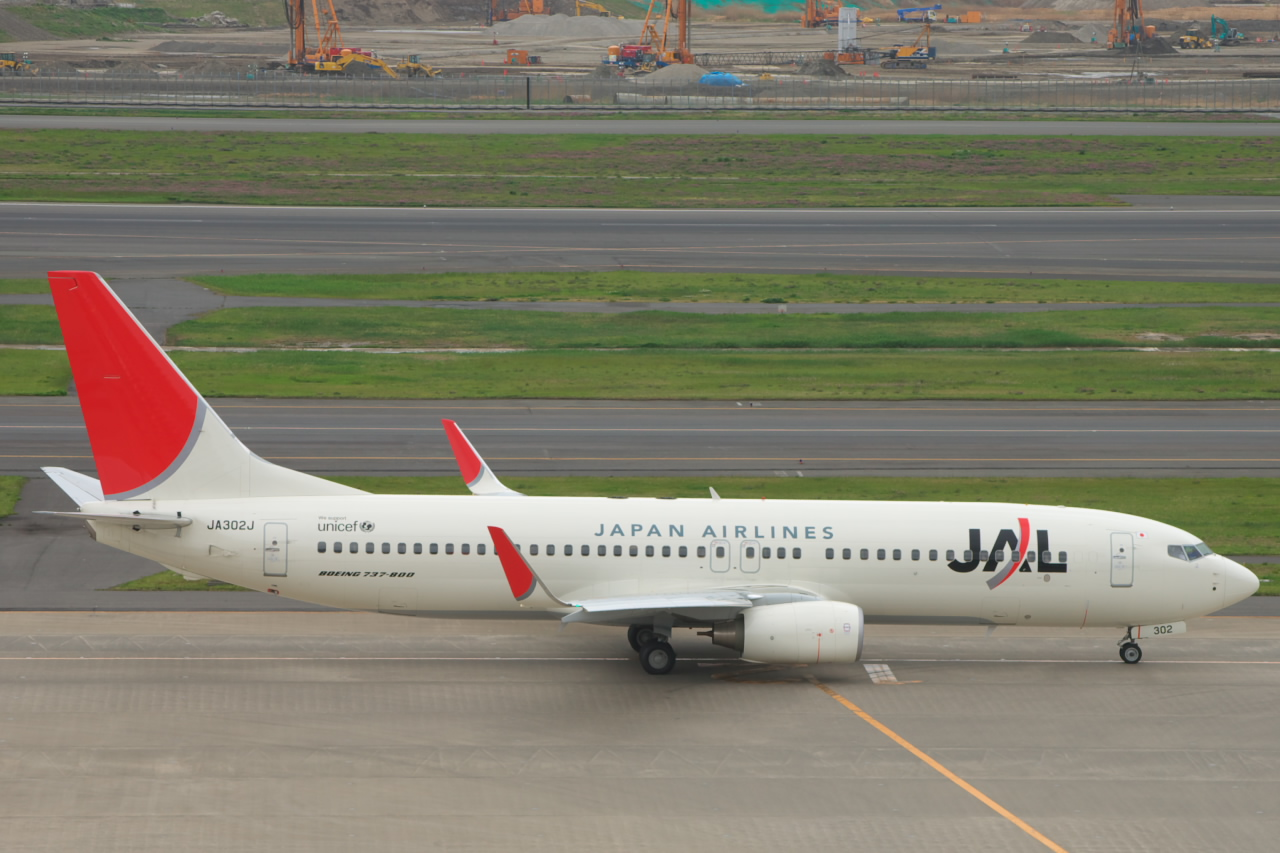
Uma aeronave JAL Boeing 737–800

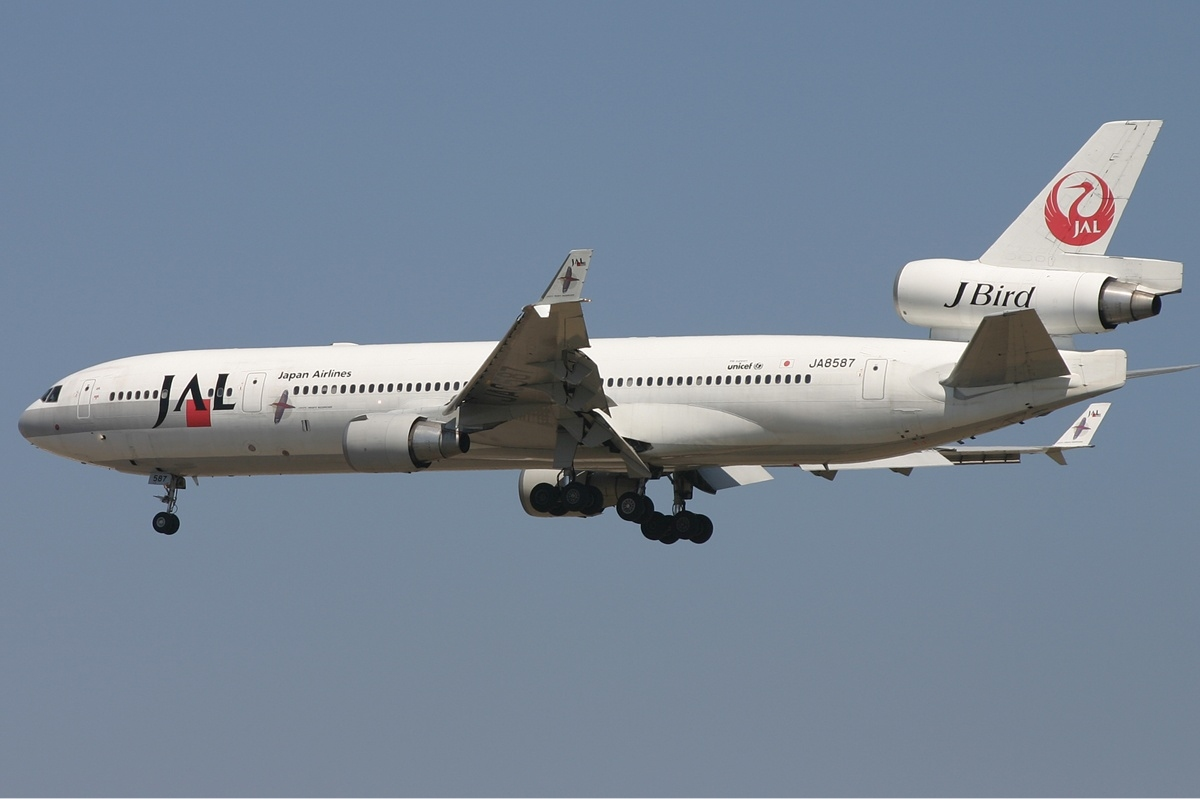
Um McDonnell Douglas MD-11 da Japan Airlines

Em 2009, a Japan Airlines sofreu grandes prejuízos financeiros, apesar de se manter como a companhia aérea da Ásia de maior receita. Como um resultado, a empresa iniciou cortes de empregados e de rotas em um esforço para reduzir custos. A JAL também recebeu uma linha de crédito de ¥100 bilhões do governo japonês naquele ano. Em setembro de 2009, o Ministério das Terras, Infraestrutura, Transporte e Turismo formou uma força-tarefa com o objetivo de auxiliar na recuperação da empresa, que incluía vários cortes de custos e proposta de parcerias estratégicas.
Uma proposta considerada foi a de fundir a JAL com a ANA, que criaria uma companhia aérea internacional maior e substituiria a Japan Airlines International. No entanto, relatos da imprensa sugeriram que esta proposta seria recusada pela ANA, visto sua situação financeira relativamente melhor como uma transportadora independente. A força-tarefa também examinou parcerias possíveis com transportadoras estrangeiras.
Após semanas de especulação, a JAL pediu à Justiça proteção sobre a Lei de Reabilitação Corporativa em 19 de janeiro de 2010. A JAL esperava receber uma injeção de dinheiro de ¥300 bilhões, tendo dívidas perdoadas no valor de ¥730 bilhões, em torça de ter seu capital cortado a zero, cortar rotas não lucrativas e reduzir sua força de trabalho para 15.700 empregados – um terço de seu total de 47.000.  Os principais credores da JAL (Mizuho Corporate Bank, Bank of Tokyo Mitsubishi e Sumitomo Mitsui Banking Corporation) a princípio foram contra à declaração de falência, mas mudaram de ideia após a Enterprise Turnaround Initiative Corporation of Japan recomendar proteção pela justiça, de acordo com um oficial de um dos bancos. As ações da JAL foram retiradas da Bolsa de Valores de Tóquio em 20 de fevereiro de 2010.

Kazuo Inamori, fundador da Kyocera e KDDI, assumiu como CEO da JAL. O Ministro dos Transportes Seiji Maehara pessoalmente visitou a sede da Kyocera no final de 2009 a fim de persuadir Inamori a aceitar o cargo. O líder da força-tarefa, Shinjiro Takagi, acreditava que era necessário indicar um empreendedor de sucesso para CEO, com o objetivo de consertar os vários problemas da JAL. O presidente da Japan Air Commuter, Nasaru Onishi, foi promovido a presidente da JAL.
Em maio, a JAL começou a observar um aumento em seu número de passageiros de 1,1% ao ano. Em agosto, reportou-se que a JAL cortaria 19.133 vagas de sua força de trabalho de 47.000 ao final de março de 2015 – concomitante ao aumento de capacidade – em uma tentativa de tornar o negócio viável.

### Rivalidade entre Delta e American

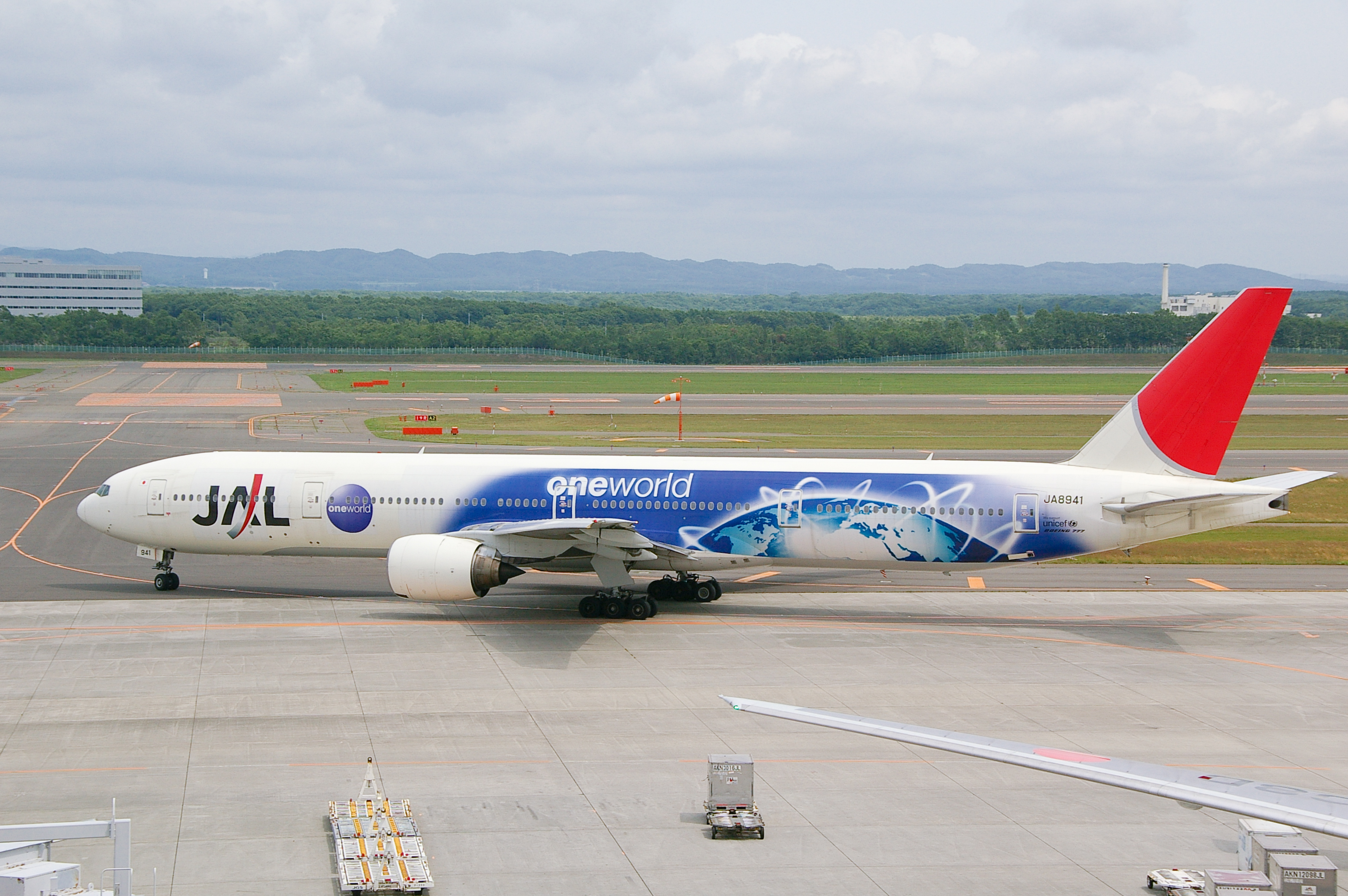
Boeing 777–300 (JA8941) da JAL com marca especial da Oneworld

Apesar de a JAL ter saído da concordata enquanto permanecia na aliança Oneworld, a empresa estava seriamente considerando aceitar um investimentos estratégico da Delta Airlines e se juntar à aliança SkyTeam durante o período entre setembro de 2009 e fevereiro de 2010. A JAL também teve conversas com os membros da Skyteam Air France-KLM e Korean Air sobre seu potencial envolvimento.
O acordo com a Delta foi favorecido pelo Ministério das Terras, Infraestrutura, Transporte e Turismo pois a Delta detinha uma extensa rede global e possuía a maior operação japonesa entre as companhias aéreas estrangeiras, a qual ela herdou através da fusão com a Northwest Airlines. O Ministério também apoiou a transação com a Air France-KLM porque ela era uma empresa "mais saudável" que a americana.
A American Airlines planejava juntar-se com os membros da aliança Oneworld British Airways e Qantas para fazer uma oferta conjunta para recapitalizar a JAL. A British Airways disse que estava tentando persuadir a JAL a permanecer como parte da Oneworld ao invés de se aliar com a Delta e a Skyteam, enquanto o CEO da American Gerard Arpey dizia que a American e a Oneworld permaneciam com o compromisso de ter uma parceria com a Japan Airlines, na medida em que se mantivesse como uma grande transportadora internacional e reiterou seu apoio para a JAL permanecer com a Oneworld durante a cerimônia às boas-vindas à Mexicana na aliança.
Em uma entrevista para o Asahi Shimbun em 1º de janeiro de 2010, o presidente da JAL Haruka Mishimatsu mostrou sua preferência em formar uma parceria com a Delta ao invés da American. O Yomiuri Shimbun relatou brevemente logo em seguida que a JAL e o governo japonês prefeririram escolher formar uma parceria com a Delta, com a JAL entrando na Skyteam e reduzindo suas operações de voos internacionais em favor de acordos de compartilhamentos com a Delta. O jornal também relatou que a American Airlines havia iniciado procedimentos para encerrar as negociações com a JAL. Tanto a JAL quanto a American Airlines negaram o que foi relatado. O Wall Street Journal, então, relatou que a American Airlines aumentou a oferta de investimento na JAL de 300 milhões de dólares para 1,4 bilhões e, em comentários à imprensa, o presidente da Delta Ed Bastian disse que a Delta estava "desejando e era capaz de aumentar o capital adicional através de recursos de terceiros."

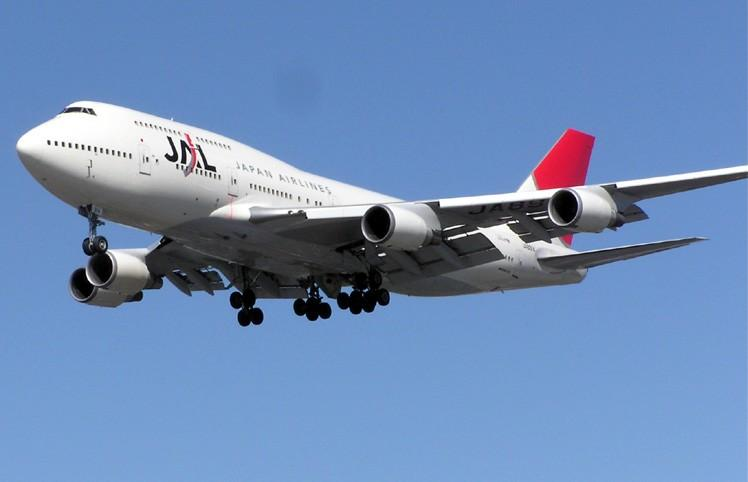
Como parte do programa de reestruturação, a JAL aposentou todas as suas aeronaves Boeing 747 no começo de 2011, encerrando 41 anos de serviço do 747.

Após a JAL pedir concordata, houve mai relatos da imprensa de que a JAL deixaria a Oneword pela Skyteam, mas o presidente da JAL Masaru Onishi disse em 1º de fevereiro que a nova liderança da JAL estava "revisando seriamente o assunto do zero, sem ser influenciada pelas discussões anteriores," e que a decisão sobre o novo parceiro seria feita em breve.
Em 7 de fevereiro, vários meios de comunicação relataram que a JAL decidiria manter sua aliança com a American Airlines e encerrar as conversas com a Delta. Inamori e oficiais da ETIC, de acordo com relatos, decidiram que mudar de aliança da Oneworld para a Skyteam seria muito arriscado e poderia prejudicar a capacidade da JAL de se recuperar rapidamente. Dois dias mais tarde, a JAL oficialmente anunciou que eles iriam fortalecer sua parceria com a American, incluindo um pedido conjunto de imunidade antitruste em rotas transpacíficas. A companhia aérea também iria fortalecer seu relacionamento com outros parceiros da aliança Oneworld.

### Desenvolvimento pós-concordata
A JAL saiu da proteção da concordata em março de 2011. Em julho, a ETIC anunciou que as empresas Nomura Holdings, Daiwa Securities, Mitsubishi UFJ, Morgan Stanley, Mizuho Securities, SMBC e Nikko Securities iriam subscrever a venda de suas ações da JAL, sem especificar montantes ou datas. Em 6 de janeiro de 2012, a JAL anunciou sua intenção de relistar suas ações na Bolsa de Valores de Tóquio em uma oferta pública inicial de até 1 trilhão de ienes, a qual seria a maior oferta no Japão em mais de um ano. A empresa completou sua OPA na primeira seção da Bolsa de Valores de Tóquio em 19 de setembro de 2012.A Enterprise Turnaround Initiative Corporation of Japan vendeu todas as suas ações (96,5%) da JAL por 650 bilhões de ienes, mais do que o investimento de 350 bilhões de ienes em 2010. O aumento das ações após a OPA foi de cerca de 1%.
Após a sua saída da proteção da concordata, a JAL começou algumas novas parcerias dentro da aliança Oneworld. A operação conjunta transpacífica entre a JAL e a American Airlines começou em abril de 2011. A JAL anunciou a formação da Jetstar Japan, uma companhia aérea de baixo custo em conjunto com a subsidiária da Qantas, a Jetstar Airways, em julho. Em 2012, a JAL e a controladora da British Airways, International Airlines Group (IAG), entraram com pedidos ao governo japonês e União Europeia respectivamente buscando uma operação conjunta para voos entre o Japão e Europa. A Finnair pediu para se juntar à JV com a IAG em julho de 2013, com a JAL iniciando novos serviços sem escala para Helsinki.

## Assuntos e identidade corporativos

### Organização
Além de suas operações sob o nome da JAL, a empresa possui cinco companhias aéreas domésticas que alimentam ou complementam os voos principais da JAL:
- J-Air (JLJ) – serviço regional de jatos de Tóquio, Nagóia e Osaka
- JAL Express (JEX) – serviços de jato de baixo custo entre cidades secundárias
- Japan Air Commuter (JAC) – serviços de turboélice no oeste do Japão, principalmente incluindo as Ilhas Amami.
- Japan Transocean Air (JTA) – serviços de jato em Okinawa e Ilhas Amami
- Ryukyu Air Commuter (RAC) – serviços de turboélice em Okinawa e Ilhas Amami

A JALways era a subsidiária internacional da empresa, que controlava voos de baixo custo para destinos turísticos no Havaí, Oceania e Sudeste Asiático.
A JALUX Inc., fundada em 1962, é o negócio de contratações da empresa, que negocia vários trabalhos para a companhia, incluindo mercadorias da JAL SELECTION e bebidas e refeições nos aviões; suprimentos da Blue Sky e JAL-DFS; combustível das aeronaves, serviços de cabine e duty-free durante o voo. A JALUX fundiu-se com a JAS Trading em 1º de janeiro de 2004, para unificar as operações de apoio do grupo JAL.
A JAL Cargo é a marca do serviço de frete do grupo aéreo e é um membro da WOW Alliance com os produtos J Speed, carga geral e bens perigosos. No ano fiscal que se encerrou em 31 de março de 2009, a divisão de carga transportou 500 779 toneladas de frete domesticamente e 627 213 toneladas de frete internacionalmente.
Em 1º de abril de 2011, a companhia aérea trocou seu nome comercial de Japan Airlines International Co., Ltd (株式会社日本航空インターナショナル, Kabushiki-gaisha Nihon Koku Intānashonaru) para Japan Airlines Co., Ltd (日本航空株式会社, Nihon Koku Kabushiki-gaisha).

### Sede

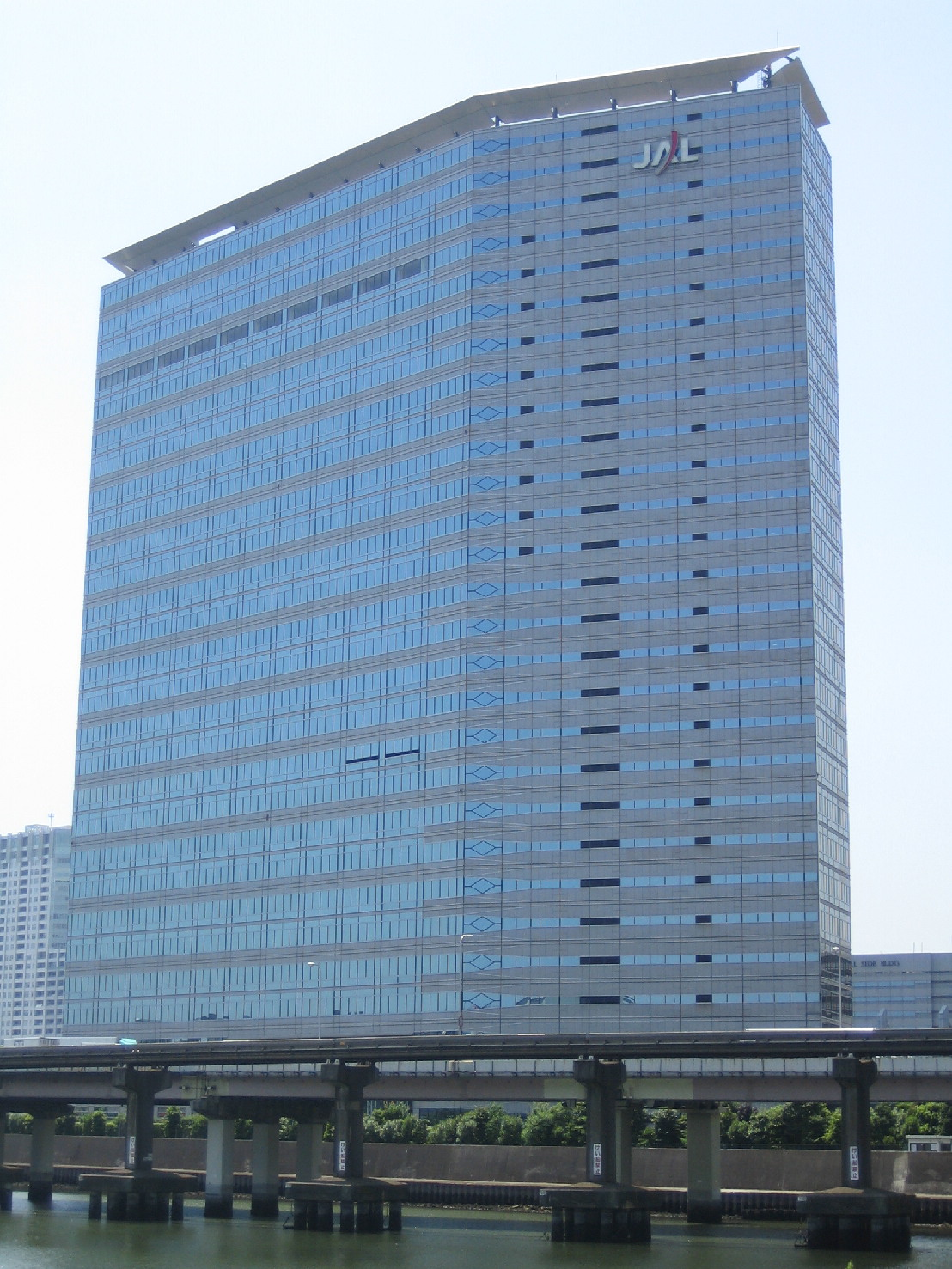
Sede da Japan Airlines em Shinagawa, Tóquio

A sede da Japan Airlines, o Nomura Fudosan Tennozu Building (野村不動産天王洲ビル, Nomura Fudōsan Tennōzu Biru), localiza-se na Ilha Tennozu em Higashi Shinagawa, Shinagawa, Tóquio. O edifício de 26 andares era um projeto da Kajima Corporation. O edifício, que também possui dois andares subterrâneos, tem uma área no solo de 11 670,4 m² e uma área total de 82 602,11 m².
Algumas divisões da JAL, incluindo a JALPAK, JAL Aero-Consulting, e JAL Hotels localizam-se no edifício. O prédio também é sede do escritório japonês da American Airlines. Ele também é conhecido como JAL Building (ＪＡＬビルディング, JAL Birudingu), a sede da Japan Airlines, e o Edifício Shinagawa Kyodo.
Quando a JAL foi originalmente fundada em 1951, sua sede ficava em Ginza, Chuo, Tóquio. Em 1965, tinha sua sede no Edifício Tóquio em Marunouchi, Chiyoda, Tóquio. O Yomiuri Shimbun afirmou que, como a Japan Airlines trabalhava de perto com o governo japonês, as pessoas ironicamente referiam ao Edifício Tóquio como "uma sucursal do ministério do transporte".
Em 28 de junho de 1996, a construção do JAL Building foi concluída. Em 27 de julho de 1996, a JAL mudou sua sede para o JAL Building. O Centro de Operações de Voo (COV) na JAL Building abriu em 20 de setembro de 1996. Uma holding para a JAL e a Japan Airlines System, uma transportadora que se fundiu com a JAL, foi fundada em 2 de outubro de 2002; a sede da empresa, Japan Airlines System (JALS) (日本航空システム, Nihon Kōkū Shisutemu), era em 2-15-1 Kōnan em Shinagawa Intercity, Minato, Tóquio. Em 11 de agosto de 2003, a sede da JAS mudou-se para Haneda Maintenance Center 1 do JAL Building. Em 25 de novembro de 2003, a sede da JALS mudou-se para o JAL Building. Originalmente, o JAL Building era uma copropriedade da Japan Airlines e da Mitsubishi Trading Co.; as duas empresas possuíam uma subsidiária que era proprietária do JAL Building. Em 2004, as empresas anunciaram que o edifício seria vendido para a Nomura Real Estate por 65 bilhões de ienes. A data do contrato era 1º de dezembro de 2004 e a data da entrega foi 18 de março de 2005.
A subsidiária da JAL, a JALUX, por um momento teve sua sede do JAL Building Um grupo de empregados mudou-se para o edifício em 26 de julho de 2010 e outro mudou-se em 2 de agosto de 2010.

### Fuselagem

#### Logotipo e texturas básicas

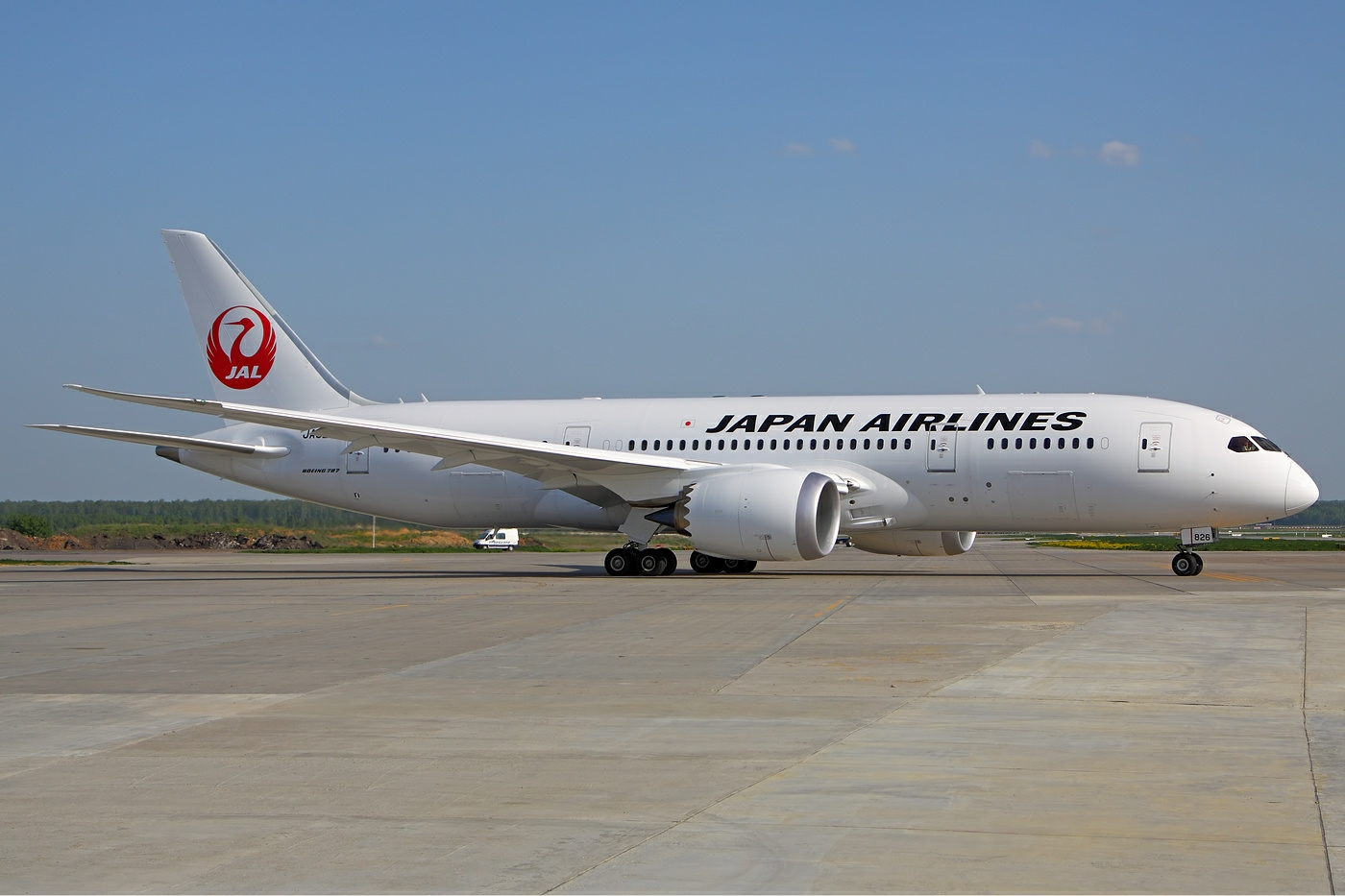
Um Boeing 787–8 da JAL com a fuselagem "tsurumaru" no Domodedovo International Airport, Moscou, Rússia.

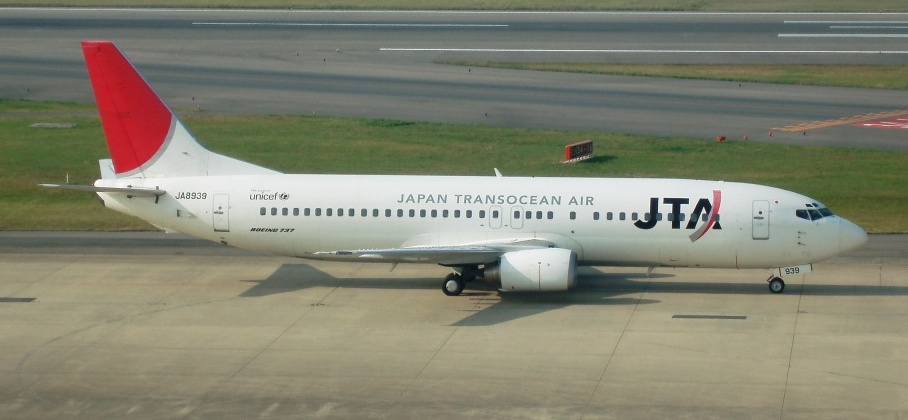
Um Boeing 737–400 da JAL operado pela subsidiária JTA

A fuselagem da JAL é chamada de tsurumaru (鶴丸) ou "círculo do grou." É uma imagem de um Grou-da-manchúria japonês com suas asas abertas em pleno voo. O logotipo da JAL Tsurumaru foi criado em 1958 por Herry Huff, o diretor criativo da Botsford, Constatine and Gardner of San Francisco, que foi a agência de propaganda da Japan Airlines desde épocas mais antigas. A JAL usou alguns logotipos até 1958. Quando a companhia aérea negociou a compra de novos DC8, eles decidiram criar um novo logotipo oficial para anunciar a inauguração de seu serviço de jatos mundial.
Na criação do logo, Huff inspirou-se nos símbolos das famílias samurais. Em um livro que ele ganhou, Nós Japoneses, ele encontrou páginas de símbolos, incluindo o grou. Sobre sua escolha do grou, ele escreve: “Eu tinha fé que era o símbolo perfeito para a Japan Airlines. Eu descobri que o mito do grou era todo positivo – ele combina com vida (lealdade) e voa alto por milhas sem se cansar (força).”
A fuselagem tsurumaru foi usada até 2002, quando foi substituída por uma fuselagem chamada Arco do Sol. A fuselagem se destacava por ter um sol nascente em um fundo cor-de-pergaminho cremoso.
A JAL é um forte patrocinador da UNICEF e expressa seu apoio ao ter um logo "Nós apoiamos a UNICEF" em cada aeronave
Em 19 de janeiro de 2011, seguindo sua reestruturação corporativa, a Japan Airlines anunciou que retornaria ao logotipo clássico tsurumaru em 1º de abril de 2011.

### Fuselagens especiais

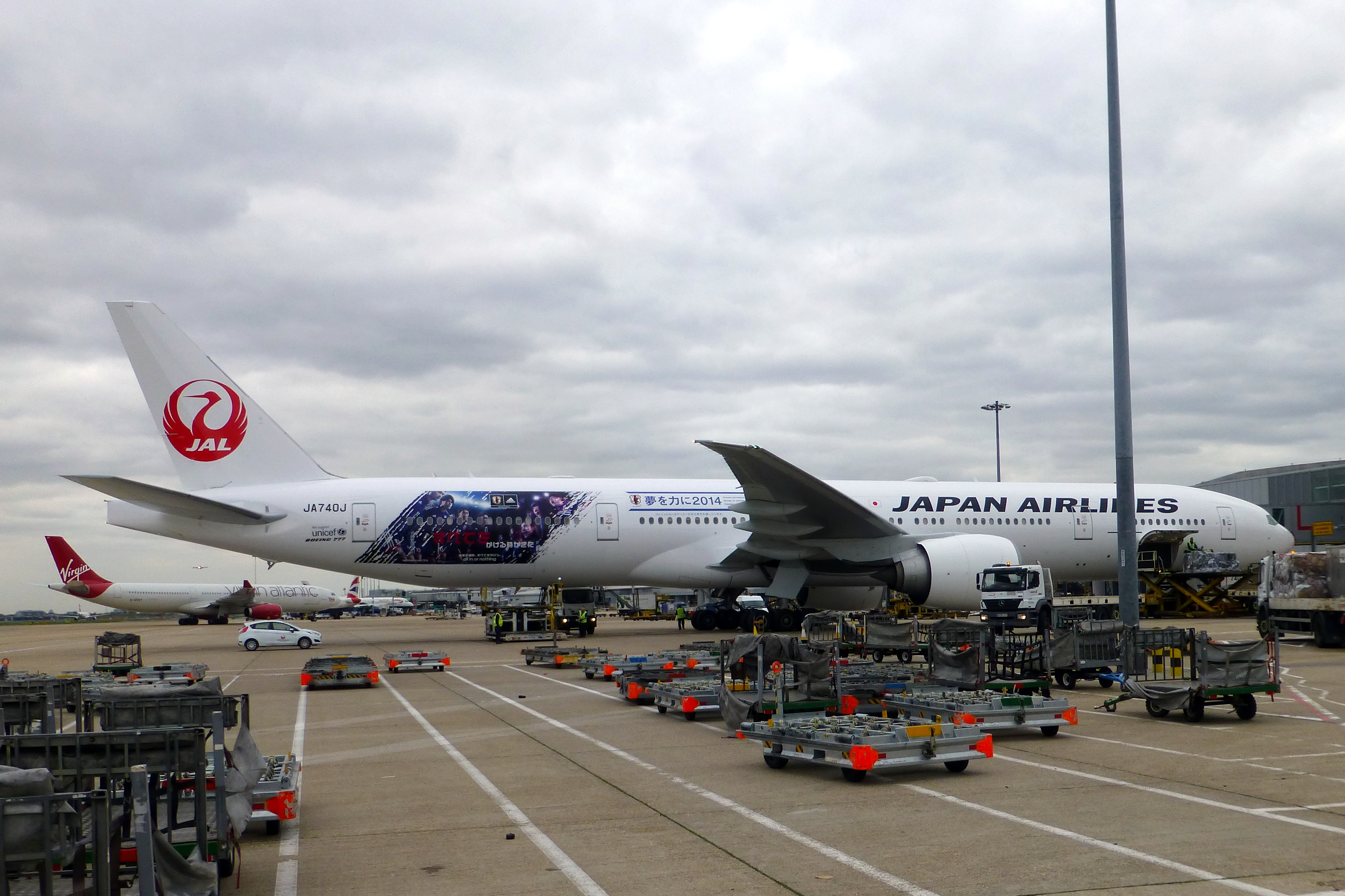
Um Boeing 777-300ER da JAL com as marcas do "Samurai Blue 2014", apoiando a Seleção Nacional do Japão na Copa do Mundo 2014.

A JAL é conhecida por adotar fuselagens especiais. Um Boeing 747 (JA8908) carregou uma marca de futebol da Adidas em 2002. Outro Boeing 747 (JA8907) é o Matsui Jet, com o famoso jogador de beisebol Hideki Matsui, em 2003. O Boeing 767–300 (JA8253) é a aeronave da Expo 2005. Várias aeronaves na frota da JAL carregam o logo do Yokoso Japan, apoiando a campanha para atrair turistas ao Japão. Durante o final de 2005, a Japan Airlines começou a usar um Boeing 777 (JA8941), com o ator japonês Shingo Katori em um lado e a série de televisão Saiyuki, junto com seu personagem principal Goku do outro lado.

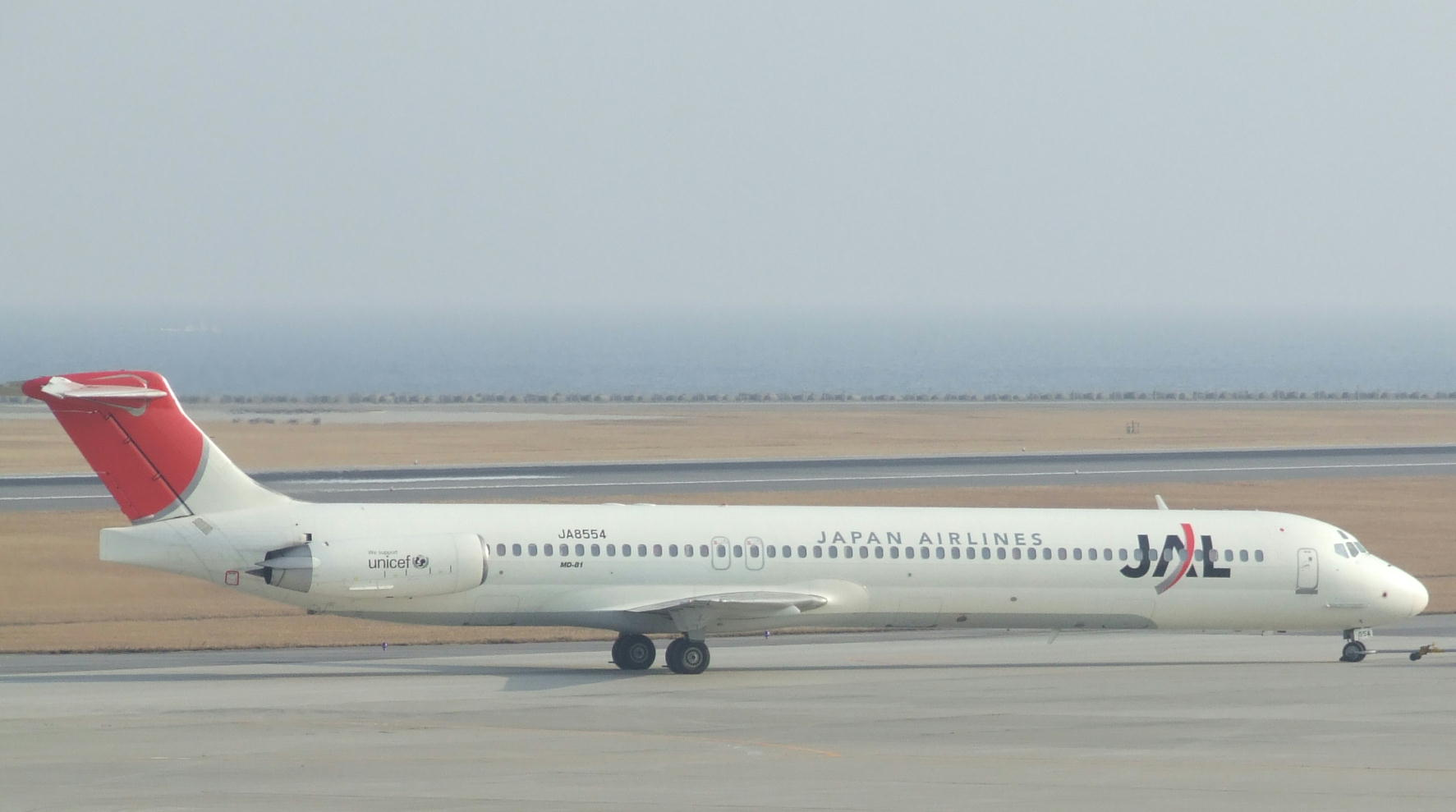
Um McDonnell-Douglas MD-81 da Japan Airlines com a fuselagem antiga do "Arco do Sol" e um logo da Unicef

A JAL também é conhecida por suas fuselagens com a Tokyo Disneyland e o Tokyo DisneySea, visto que ela é a companhia aérea oficial do Tokyo Disney Resort. Eles patrocinam a atração Star Jets (não relacionado à frota Star Jets antiga como a antiga fuselagem de tsurumaru), que mostra uma variação da fuselagem atual dos veículos. Por um momento, havia mais de seis aeronaves pintadas com as fuselagens especiais.
A JALways, cuja frota era formada inteiramente por aeronaves Boeing 747, havia pintado todas as suas aeronaves com fuselagens com tema tropical juntamente com títulos Reso'cha. Essas aeronaves são usadas em voos fretados para destinos turísticos no Pacífico, tais como o Havaí. Reso'cha é uma abreviação do marketing para Resort Charter. Aviões Reso'cha eram antigamente conhecidos como JAL Super Resort Express.

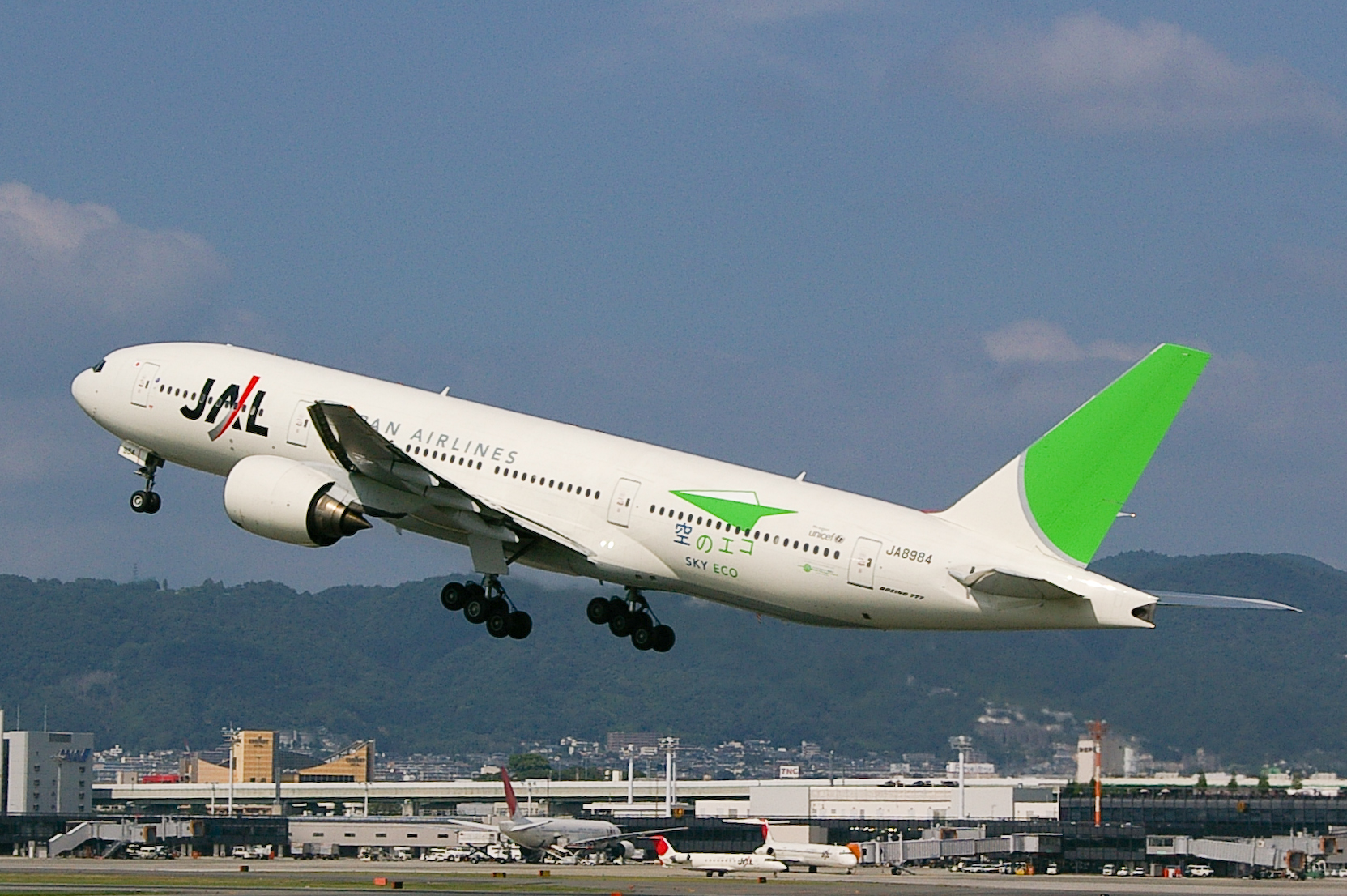
JAL Eco Jet

Em abril de 2007, a JAL estreou um Boeing 777-300 (JA8941) com uma fuselagem especial da Oneworld para promover a entrada da empresa na aliança aérea global. Anteriormente a aeronave carrega a fuselagem com Shingo Katori e a série de televisão Saiyuki. Em 2008, a JAL repintou um único Boeing 777–200 para ter um arco verde, ao invés de vermelho, em sua cauda, juntamente como um avião de dobradura verde na fuselagem, nomeando-o de Eco Jet, para destacar os esforços da companhia para reduzir o impacto ambiental da aviação comercial. Em 2009, a JAL repintou o JA 8941 novamente, bem como um JTA 737-400 (JA8933) para promover os cantores do Kobukuro e seu novo álbum Calling bem como um tour de shows em Okinawa e por todo o Japão. Essa fuselagem foi inaugurada oficialmente em 30 de julho de 2009. Desde então, ela foi substituída por uma fuselagem especial do Doraemon.
Em 4 de setembro de 2010, em conjunto com o álbum Boku no Miteiru Fūkei, a JAL e o Arashi (cuja uma das músicas, "Movin' On", é usada para um comercial) introduziram uma nova fuselagem com os cinco membros do Arashi na aeronave; o primeiro voo foi em 5 de setembro.

### Marca
A Landor Associates criou uma identidade visual da JAL em 1989. Após a fusão da Japan Airlines com a Japan Air System, o escritório em Tóquio da Landor e a JAL trabalharam juntos para criar uma nova identidade visual. A Landor decidiu usar a imagem do "arco do sol". A remodelagem da marca da década de 2000 começou em abril de 2002 e foi concluída em abril de 2004. A firma projetou 300 000 itens específicos para a JAL. A JAL anunciou que mudaria mais uma vez sua marca em 1º de abril de 2011.

1989–2002
2002–2011

## Destinos

Destinos da Japan Airlines, não inclui Finlândia.
Japão

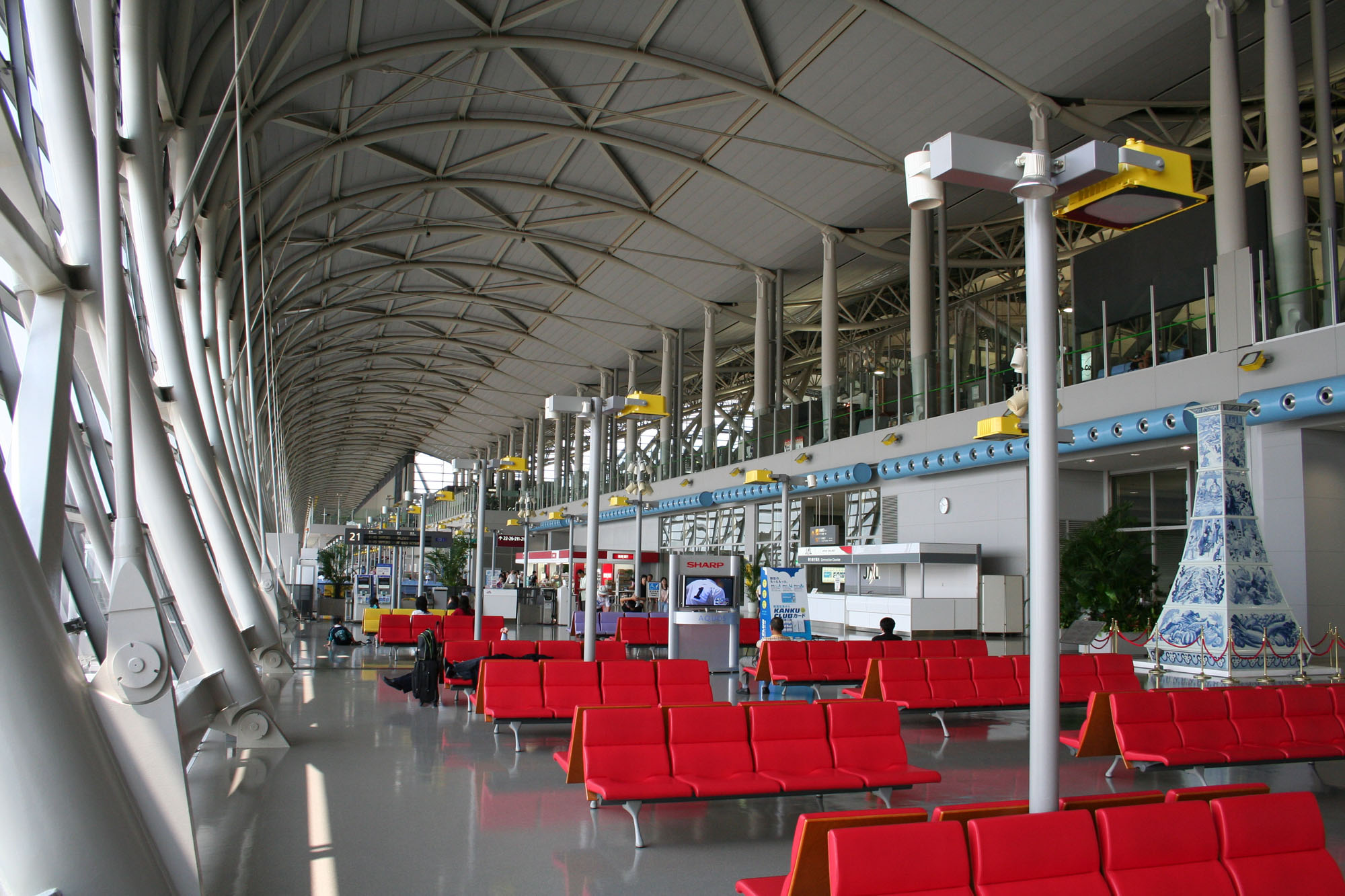
O saguão do terminal da JAL no Aeroporto Internacional de Kansai

A Japan Airlines serve 33 destinos internacional na Ásia, Américas, Europa e Oceania, excluindo acordos de codeshare. Os polos internacionais da companhia aérea são o Aeroporto Internacional de Narita e Aeroporto de Haneda, em Tóquio, e o Aeroporto Internacional de Kansai e Aeroporto Internacional de Osaka, em Itami. O grupo aéreo também serve 59 destinos domésticos no Japão.
No ano fiscal encerrado em 31 de março de 2009, a empresa introduziu ou aperfeiçoou os serviços em dez rotas internacionais, incluindo as rotas entre Tóquio (Narita) e Nova Iorque e entre Osaka (Kansai) e Xangai; além de encerrar operações em quatro rotas internacionais, incluindo as rotas entre Tóquio (Narita) e Xi’na, e entre Osaka (Kansai) e Qingdao. No mercado doméstico, a JAL suspendeu 14 rotas, incluindo a rota entre Sapporo e Okinawa. Adicionalmente, a empresa expandiu acordos de compartilhamento de voos com parceiros da Oneworld Britsh Airways e Finnair, além de outras companhias aéreas, como Air France, China Eastern e Jetstar Airways.

### Parcerias e acordos de compartilhamento de voos
A Japan Airlines possui acordos de compartilhamento de voos ou acordos de negócios conjuntos com os seguintes membros da Oneworld:
| - American Airlines (Acordo em rotas transpacíficas) - British Airways (acordo em rota da Sibéria) - Cathay Pacific - Finnair - Iberia - LAN Airlines - Malaysia Airlines - Qantas - Qatar Airways - S7 Airlines - SriLankan Airlines |

Além dos parceiros da Oneworld, a companhia aérea também compartilha voos com as seguintes empresas:
| - Aeroméxico - Air France - Air Tahiti Nui - Alitalia - Bangkok Airways - China Airlines - China Eastern Airlines - China Southern Airlines - Emirates | - JetBlue Airways - Jetstar Airways - Korean Air - Singapore Airlines - Thai Airways International - Vietnam Airlines - WestJet |

## Frota

### Passageiros

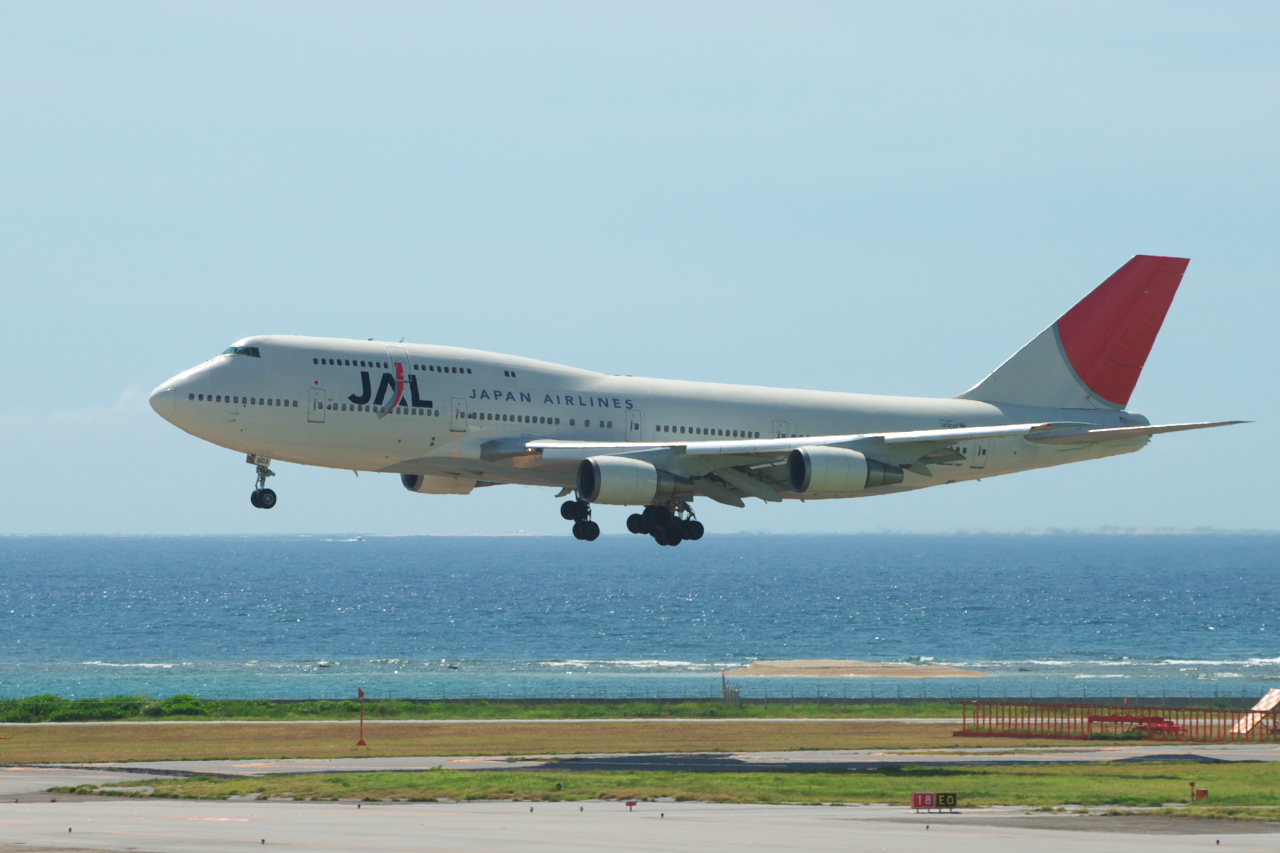
Boeing 747-400D da JAL

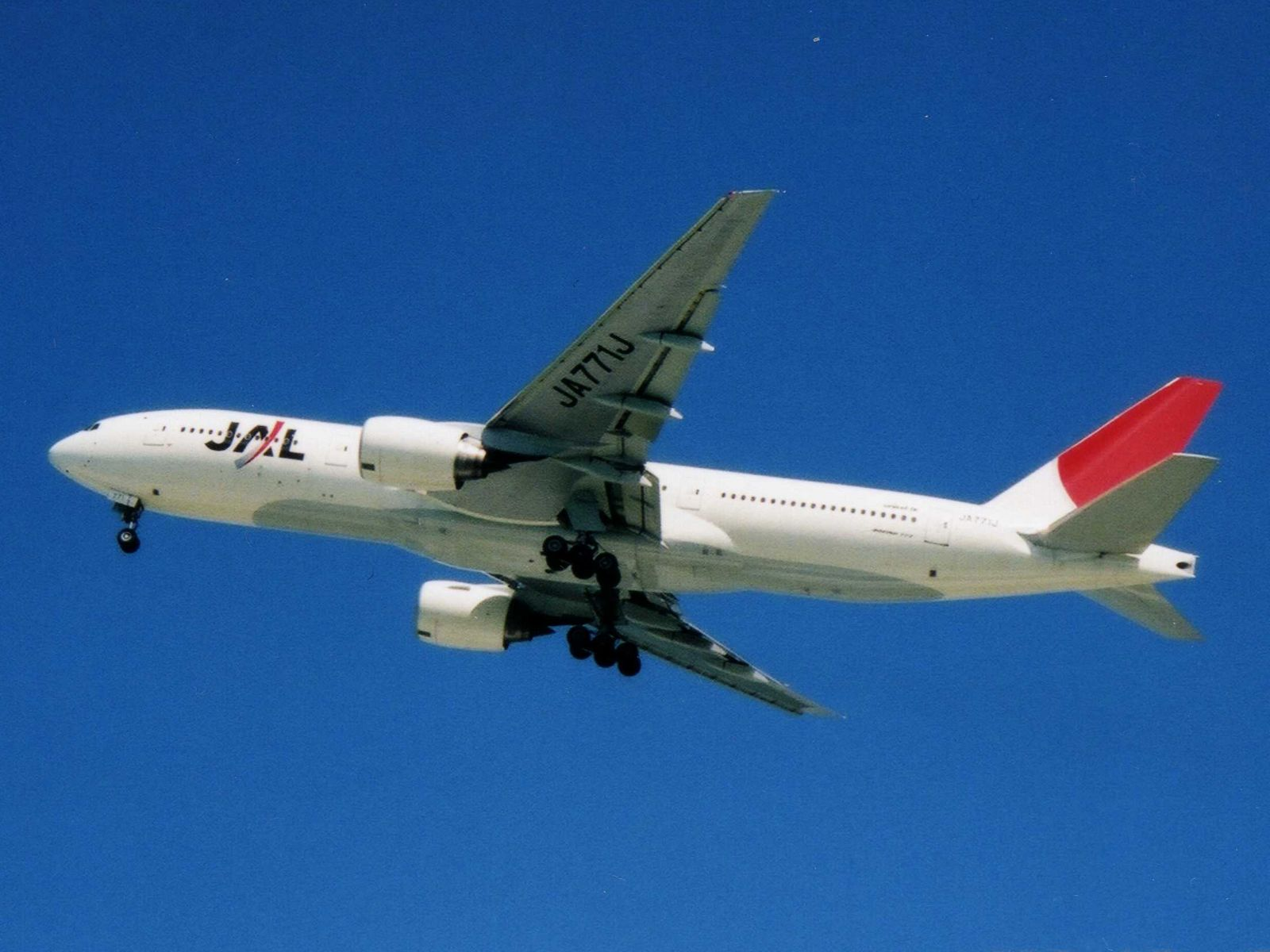
Boeing 777-200 da JAL

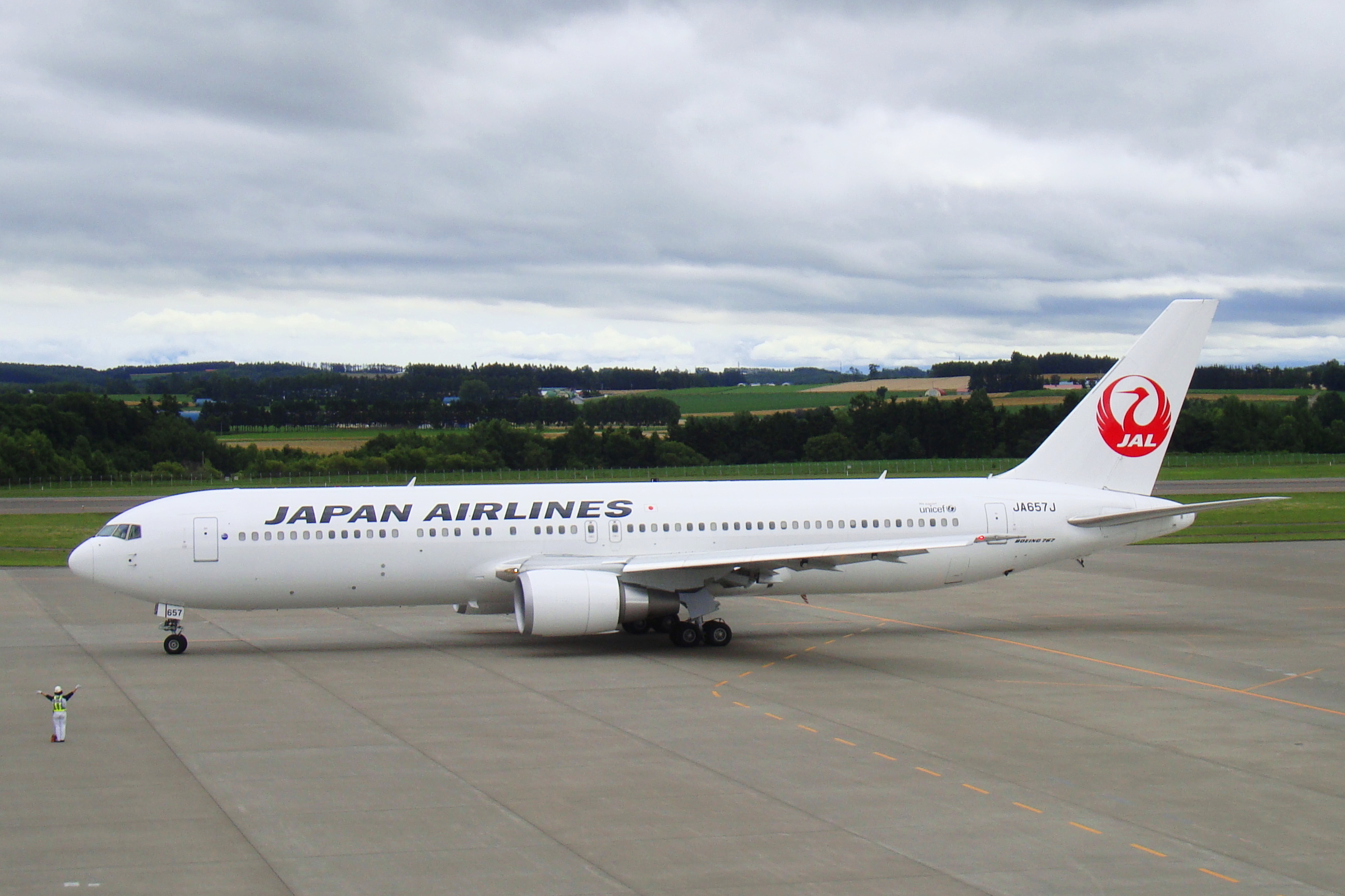
Boeing 767-300 da JAL com a fuselagem "tsurumaru".

A Japan Airlines opera 164 aeronaves de passageiros com uma mistura de fuselagem estreita e fuselagem larga. A companhia aérea oferece serviço de classe econômica em todas as rotas, Classe J (uma cabine com assentos mais largos) na maioria das principais rotas domésticas, econômica premium em algumas rotas internacionais, classe executiva na maioria das rotas internacionais de longa duração e em algumas de curta duração e primeira classe em algumas rotas de longa distância e rotas domésticas.
Para sua frota de Boeings (não contando o Boeing 787 Dreamliner), o código da Japan Airlines é 46.
Em outubro de 2016, a frota de passageiros da Japan Airlines compreendia as seguintes aeronaves:
| Aeronave         | Em serviço | Pedidos | Opções | Passageiros | Passageiros | Passageiros | Passageiros | Passageiros | Notas                                        |
| Aeronave         | Em serviço | Pedidos | Opções | F           | J           | W           | Y           | Total       | Notas                                        |
| ---------------- | ---------- | ------- | ------ | ----------- | ----------- | ----------- | ----------- | ----------- | -------------------------------------------- |
| Airbus A350-900  | 16         | 18      | 25     | TBA         | TBA         | TBA         | TBA         | TBA         | Entregas a partir de 2019                    |
| Airbus A350-1000 | 2          | 13      | 25     | TBA         | TBA         | TBA         | TBA         | TBA         | Entregas a partir de 2023                    |
| Boieng 737-800   | 42         | -       | -      | -           | 20          | -           | 145         | 165         | Todas as aeronaves receberão o interior SKY. |
| Boieng 737-800   | 42         | -       | -      | -           | 12          | -           | 132         | 144         | Todas as aeronaves receberão o interior SKY. |
| Boeing 767-300ER | 27         | -       | -      | -           | 30          | -           | 207         | 237         | Aeronaves antigas serão descontinuadas       |
| Boeing 767-300ER | 27         | -       | -      | -           | 24          | -           | 175         | 199         | Aeronaves antigas serão descontinuadas       |
| Boeing 767-300ER | 27         | -       | -      | -           | 30          | -           | 197         | 227         | Aeronaves antigas serão descontinuadas       |
| Boeing 767-300ER | 27         | -       | -      | -           | 42          | -           | 219         | 261         | Aeronaves antigas serão descontinuadas       |
| Boeing 777-200ER | 1          | -       | -      | -           | 56          | 40          | 149         | 245         |                                              |
| Boeing 777-200ER | 1          | -       | -      | -           | 28          | -           | 284         | 312         |                                              |
| Boeing 777-300ER | 13         | -       | 7      | 8           | 49          | 40          | 135         | 232         | Equipado com primeira classe internacional   |
| Boeing 777-300ER | 13         | -       | 7      | 8           | 77          | 46          | 115         | 246         | Equipado com primeira classe internacional   |
| Boeing 787-8     | 23         | -       | 25     | -           | 42          | -           | 144         | 186         |                                              |
| Boeing 787-8     | 23         | -       | 25     | -           | 38          | 35          | 88          | 161         |                                              |
| Boeing 787-9     | 22         | -       | 25     | -           | 44          | 35          | 116         | 195         |                                              |
| Total            | 146        | 31      | 57     |             |             |             |             |             |                                              |

### Galeria da frota

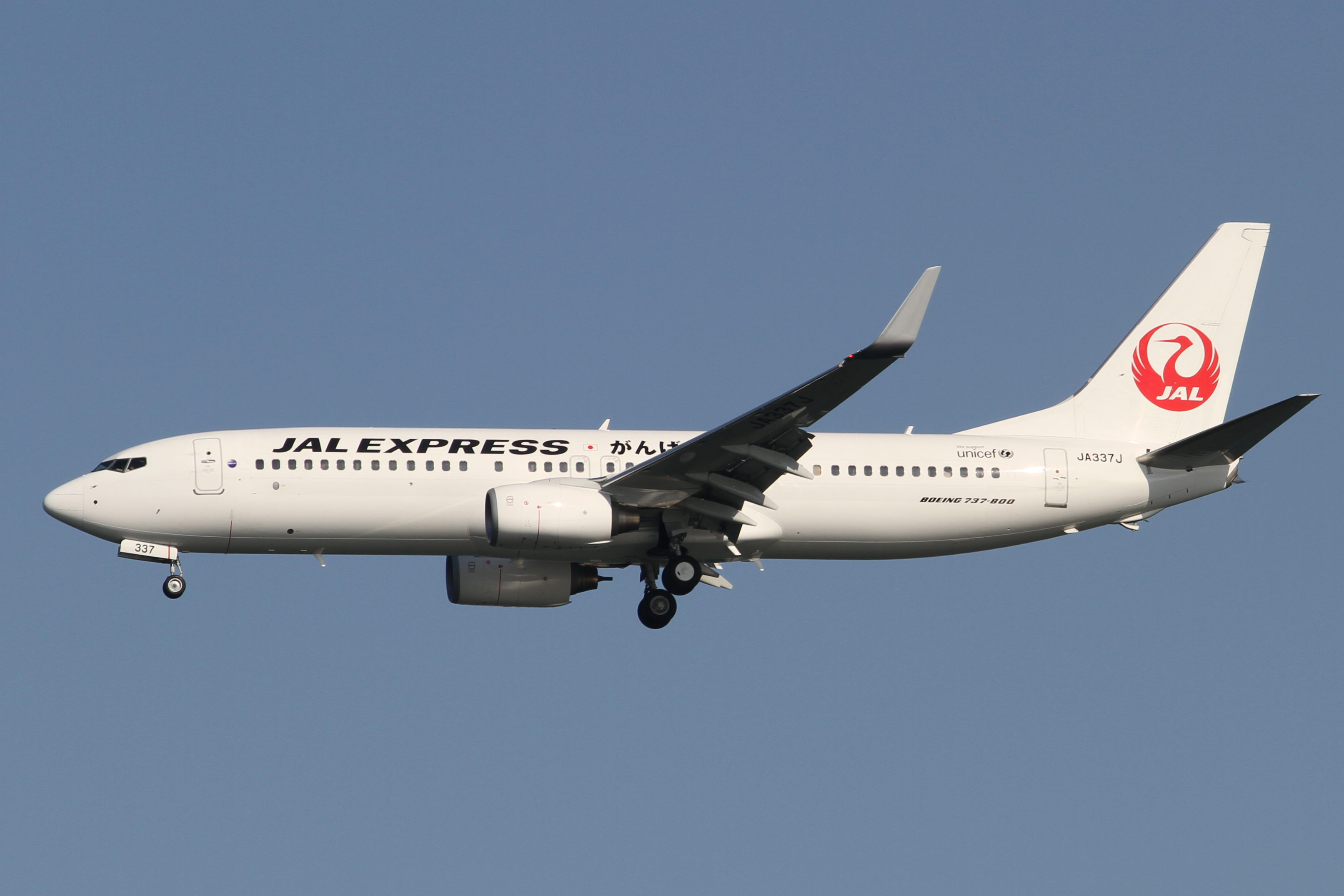
Boeing 737-800
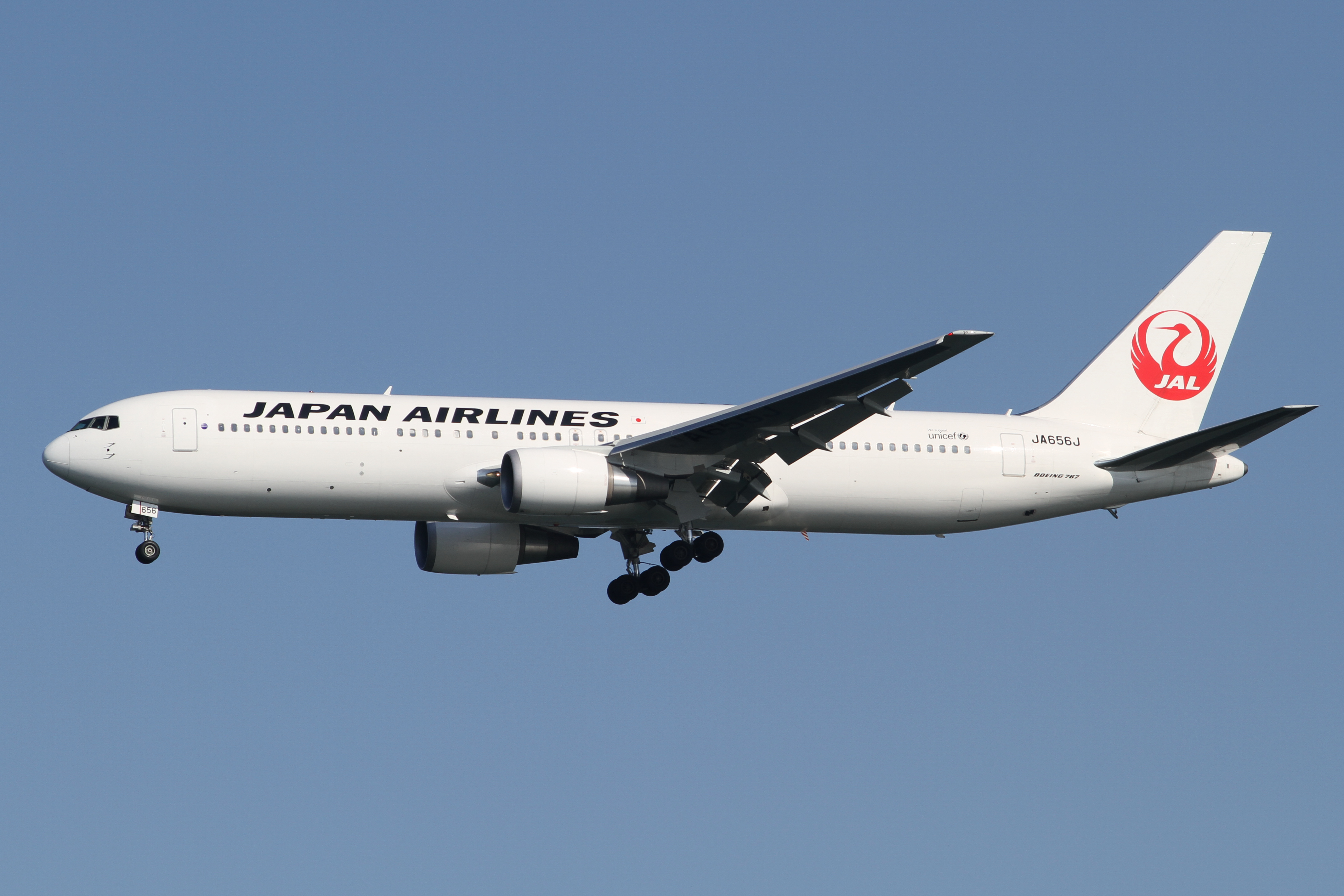
Boeing 767-300ER
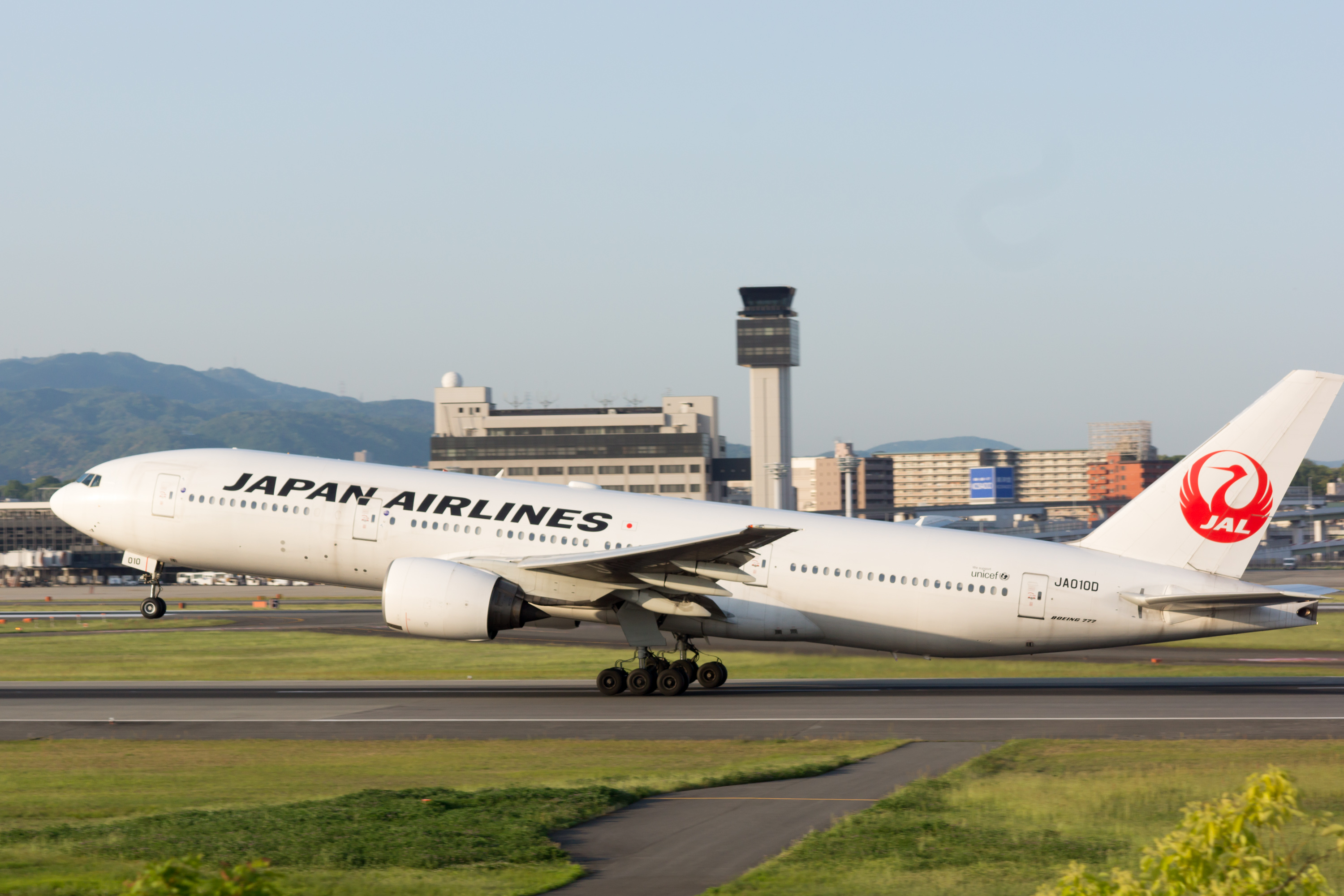
Boeing 777-200
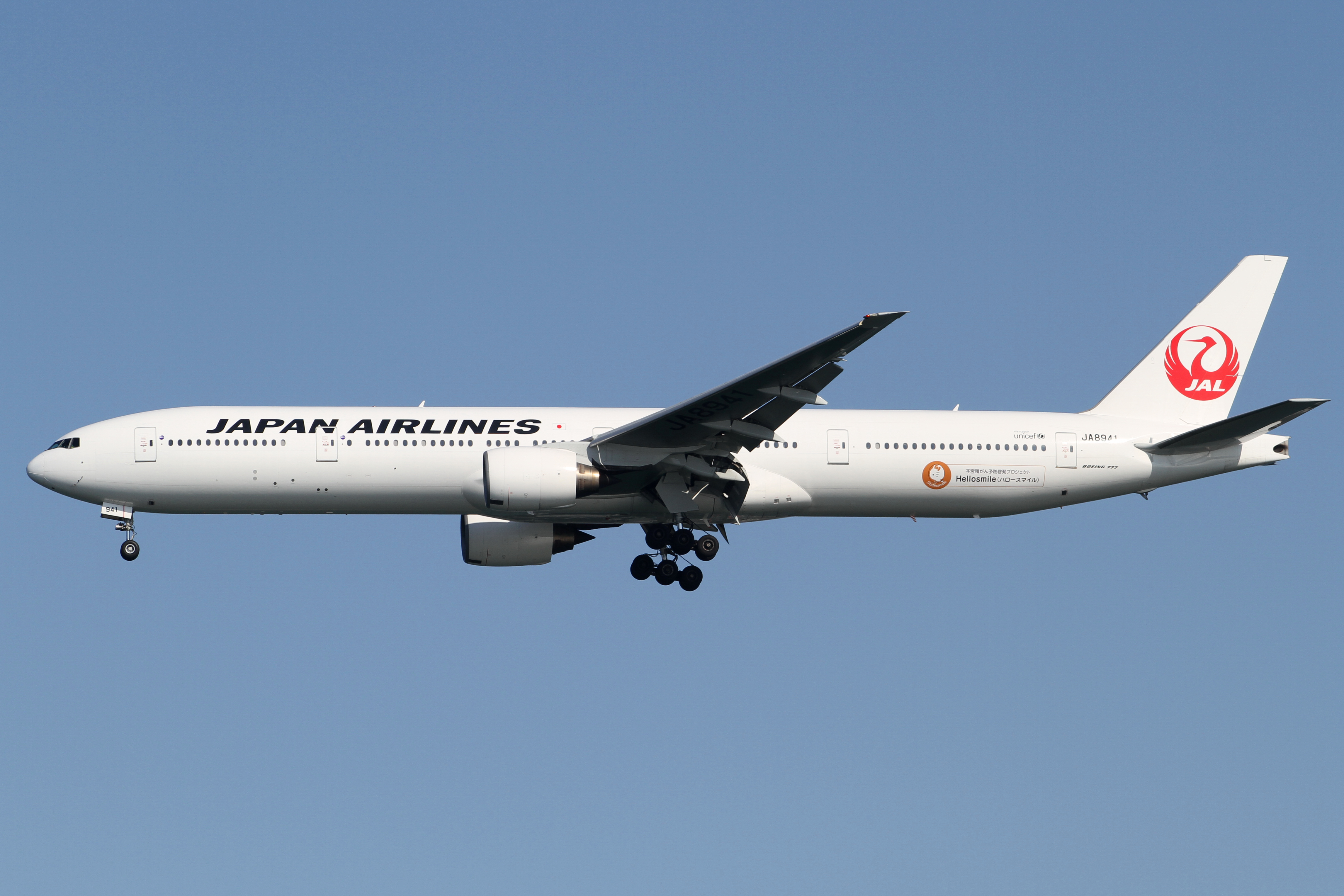
Boeing 777-300 with Hellosmile logo
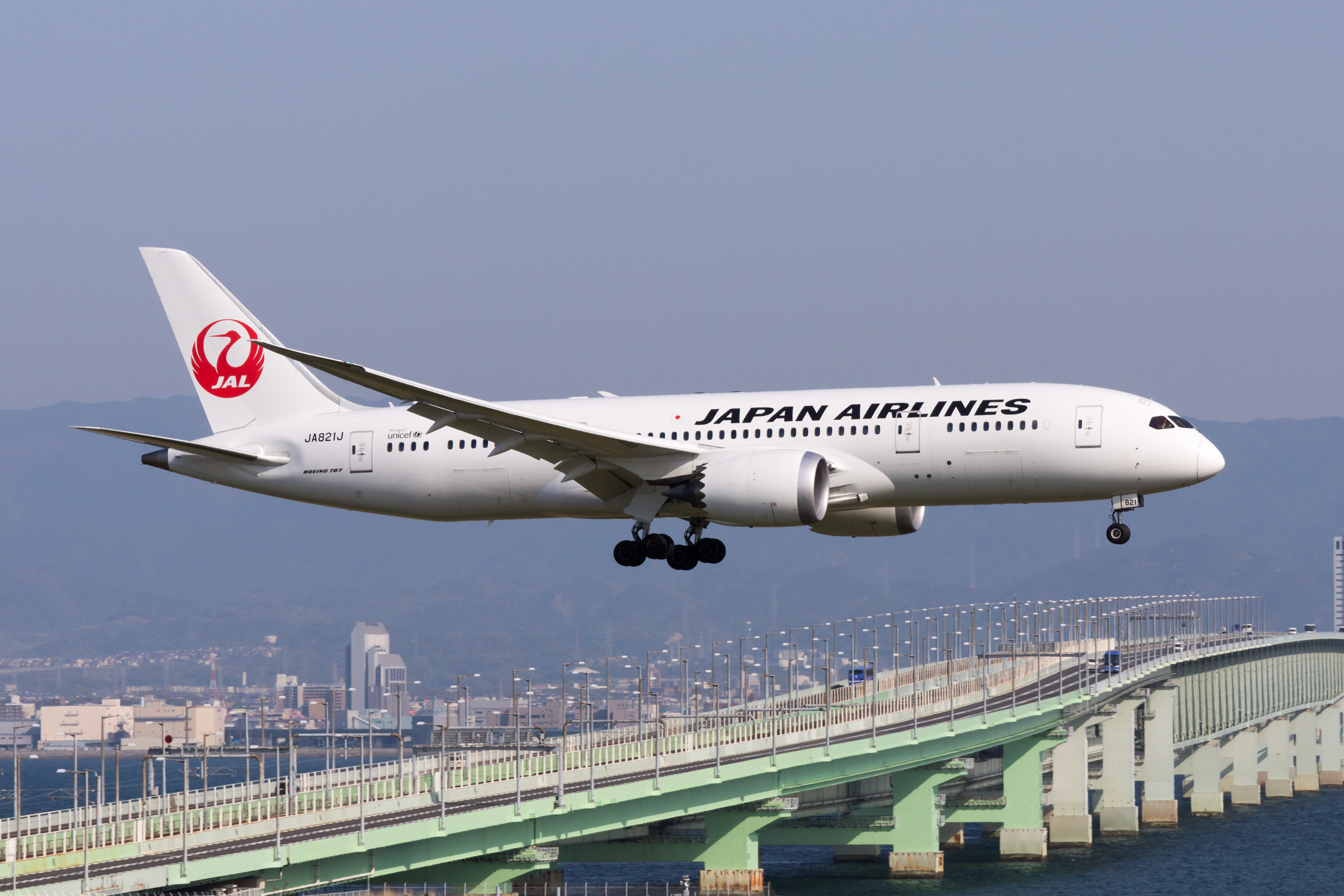
Boeing 787-8
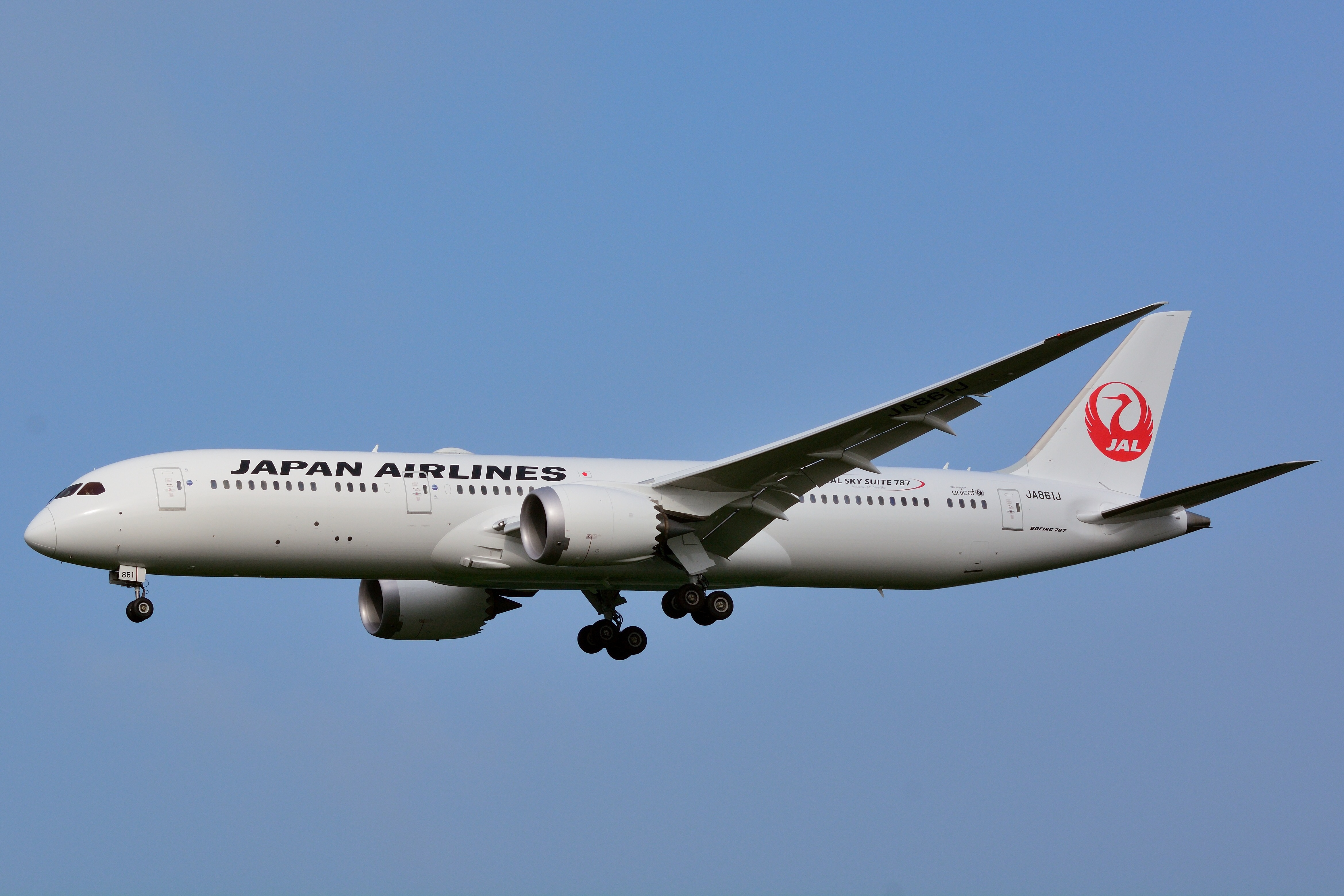
Boeing 787-9

Antigou da frota:

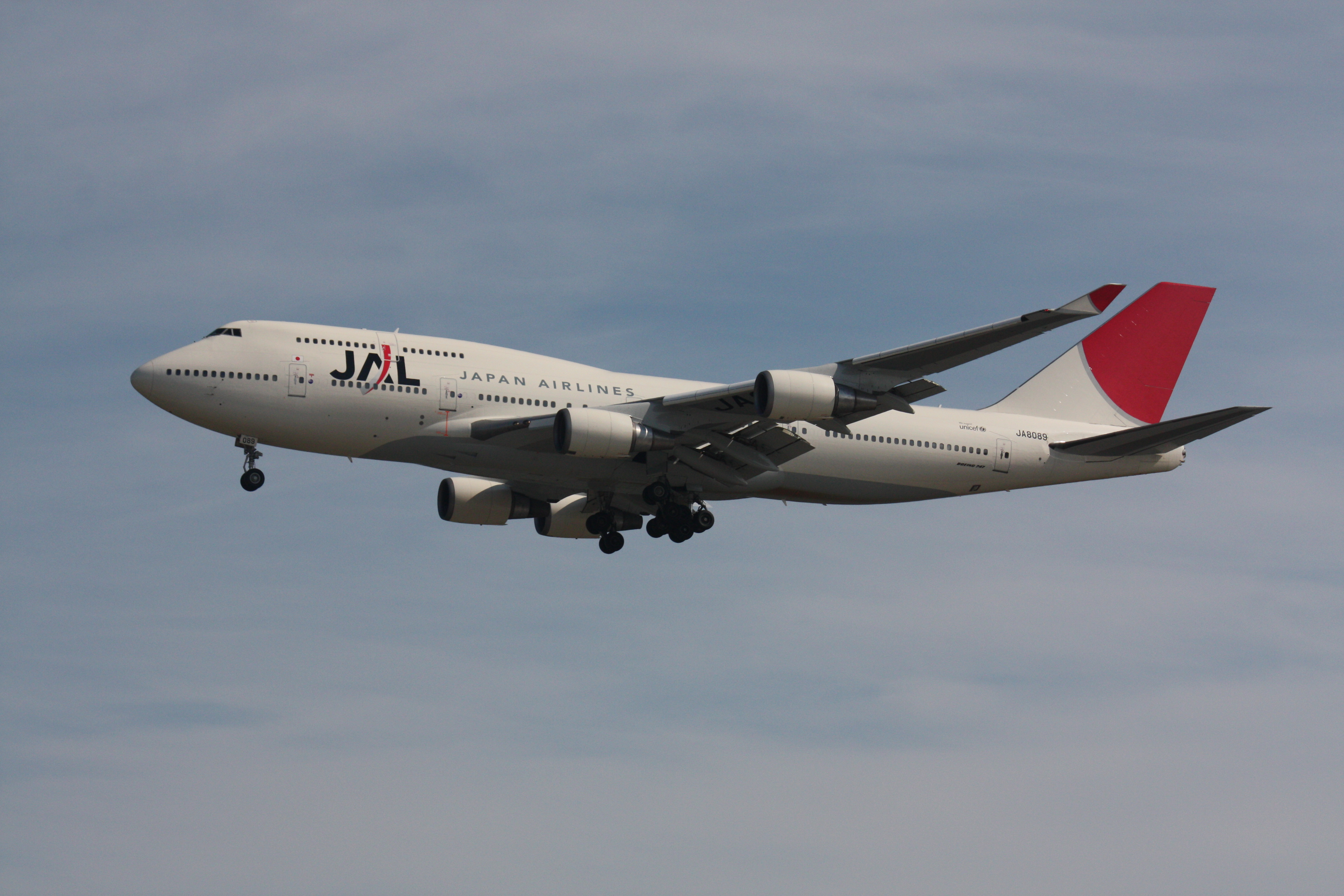
Um Boeing 747-400 da JAL pousando no Aeroporto Internacional de Vancouver

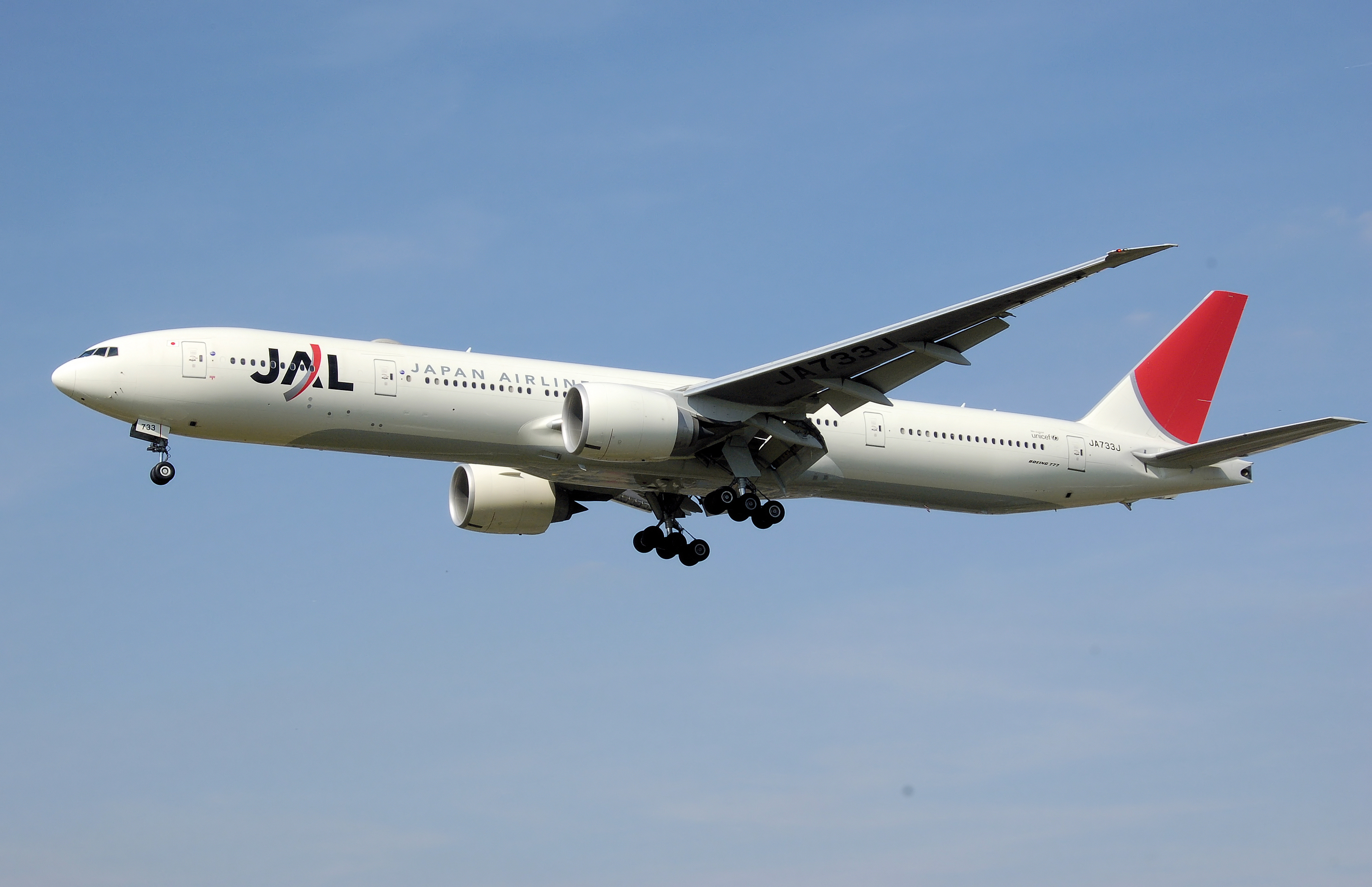
Boeing 777-300ER da JAL

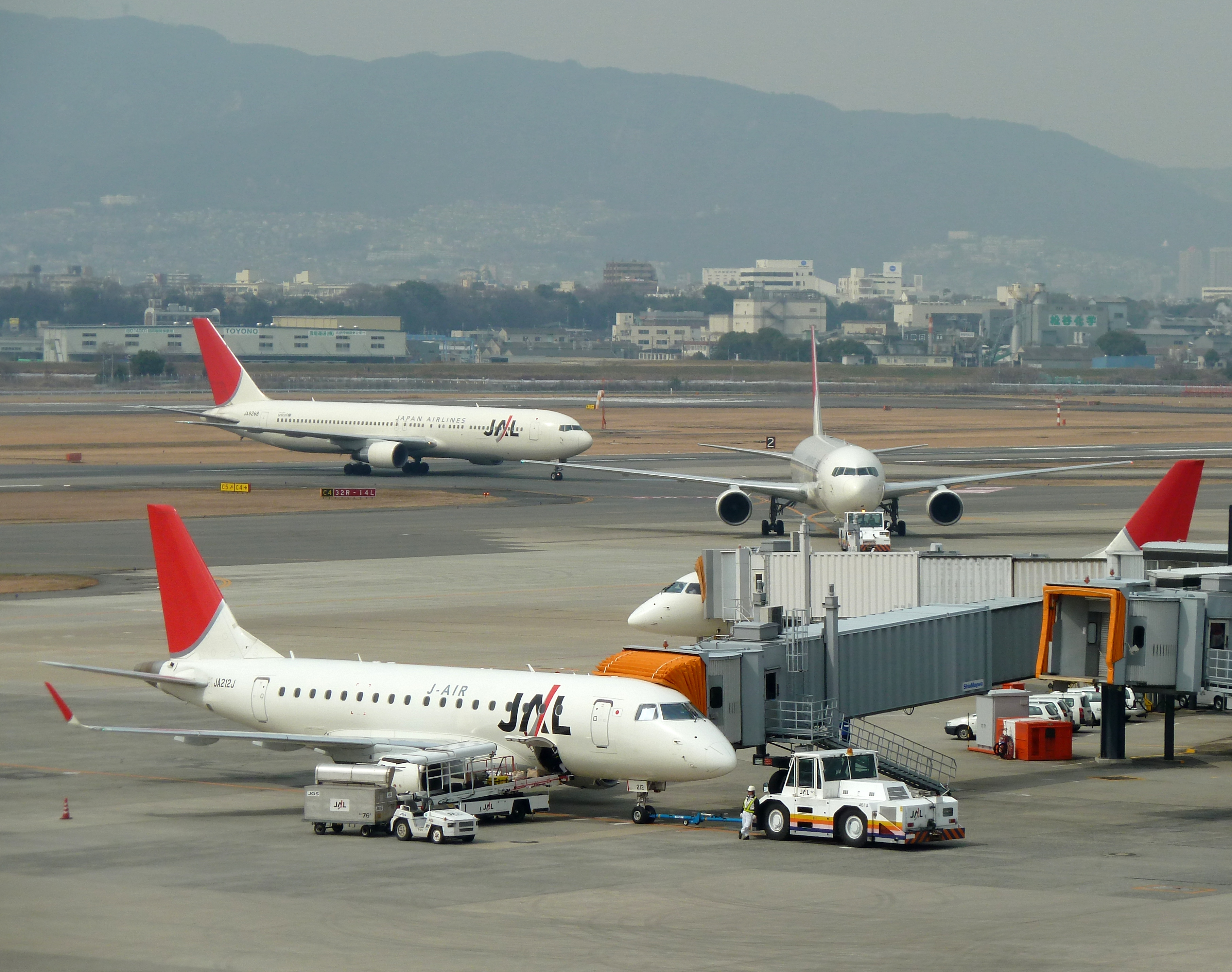
Aviões da JAL no Aeroporto Internacional de Osaka

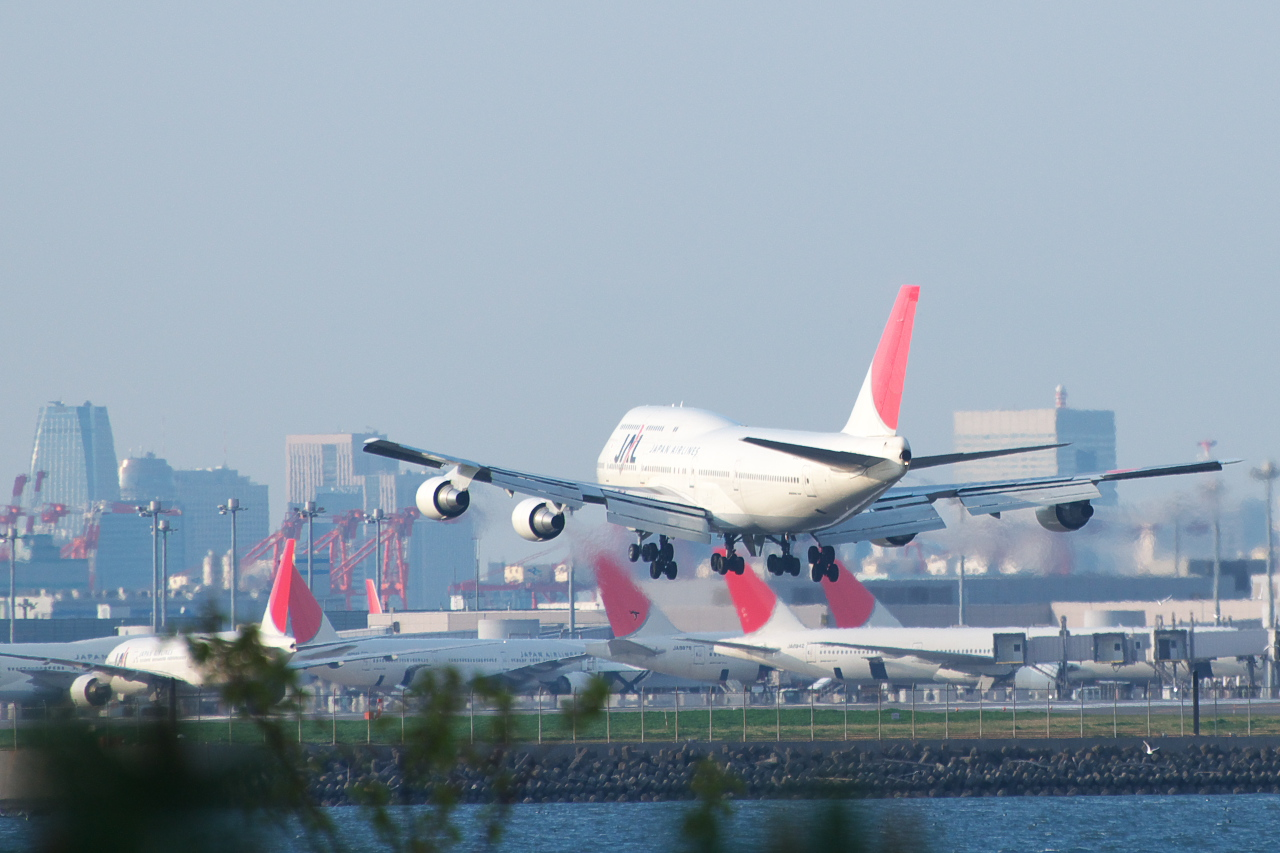
Operações da JAL no Aeroporto de Haneda

O código dos Boeings da Japan Airlines é 7x7-x46 para a JAL International (antes da fusão das aeoronaves da JAL) (i.e. 777-246) e 7x7-x89 para a JAL doméstica (ex-aeronaves da JAS) (i.e. 747-489). A companhia aérea é uma das poucas do mundo que operam com uma linha de 10 assentos na cabine econômica da frota do Boeing-777, as outras empresas, incluindo a ANA, Air Canada, Air France, China Southern, Emirates Airlines e KLM. A JAL e a ANA operam uma linha de 10 assentos somente em suas frotas domésticas no Japão.
Em 22 de dezembro de 2004, a JAL anunciou a seleção de Boeing 787 Dreamliner como sua próxima geração de frota de aeronaves de médio porte. A companhia aérea está buscando 30 entregas firmes e 20 opções. A empresa mais tarde aumento as ordens firmes para 35 aeronaves em 3 de abril de 2007. A Japan Airlines recebeu a primeira aeronave Boeing 787 Dreamliner da Boeing em 25 de março de 2012.
Em 30 de junho de 2005, a companhia aérea confirmou uma ordem para seis novas aeronaves Boeing 767-300ER, alimentadas por motores da General Electric. Os três aviões de carga e três modelos de passageiros, no valor de aproximadamente 800 milhões de dólares, foram entregues entre 2007 e 2008.
Em 22 de fevereiro de 2008, foi reportado que a companhia aérea estava considerando a aquisição de novos Airbus A350, o competidor direto do Boeing-787 no mercado de aeronaves de médio porte. O porta-voz da Japan Airlines Stephen Pearlman disse: "Nós demos uma olhada no A350. Quando formos adicionar novas aeronaves à nossa frota no futuro, eu penso que ele é um dos fortes candidatos." A JAL fezx um pedido de aeronaves A350 em 7 de outubro de 2013. O pedido foi a primeira vez que a JAL encomendou aeronaves diretamente da Airbus (embora a JAL já tenha operado A300s antes pela JAS).

### Carga

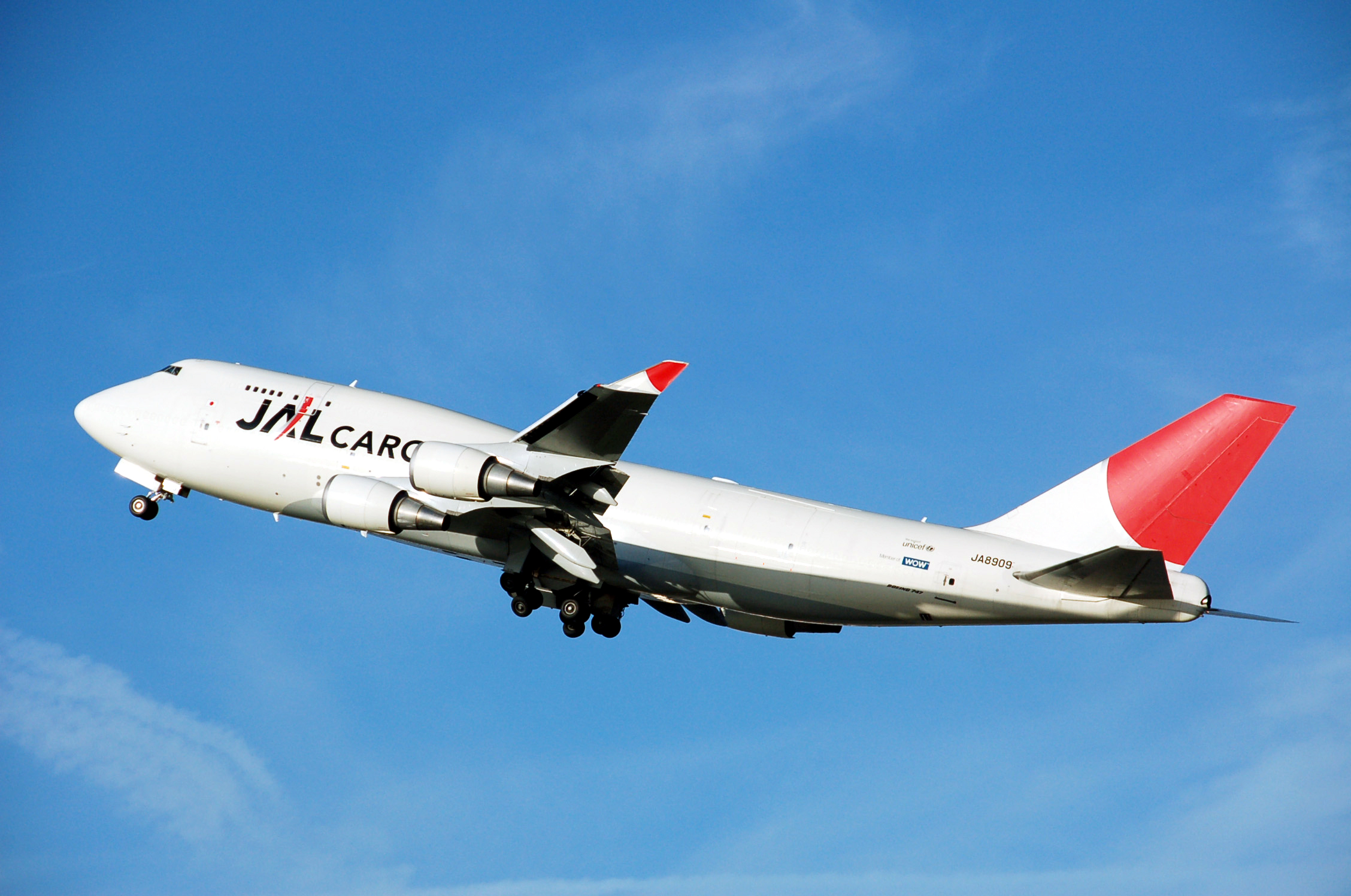
Boeing 747-400BCF de carga da JAL no Aeroporto de Londres Heathrow em 2005

A JAL Cargo encerrou suas operações com aeronaves de carga dedicadas em outubro de 2010, após mais de 30 anos de serviço. Ela operou tanto aeronaves a jato como a hélice com o passar dos anos, mais recentemente os Boeing 747-400s (incluindo aeronaves de passageiros convertidas para configuração de aviões de carga) e Boeing 767-300Fs. Atividades de carga limitadas agora são mantidas através do convés inferior de aeronaves de passageiros da JAL.

### História da frota

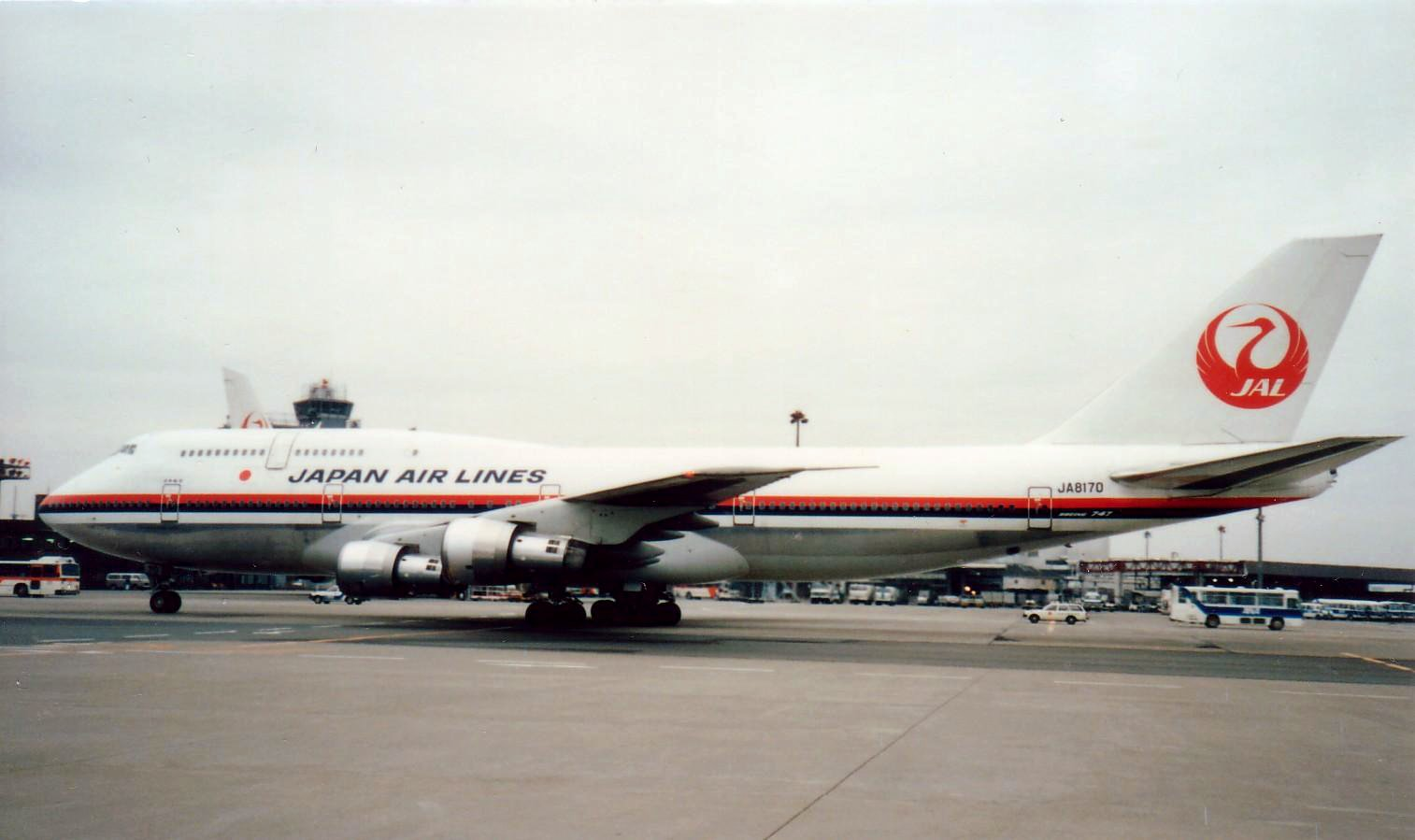
Boeing 747-100BSR/SUD da JAL com convés superior alongado

O último McDonnell Douglas MD-11 J-Bird (JA8582) da companhia aérea operou seu último voo do Aeroporto Internacional de Hong Kong ao Aeroporto Internacional de Narita em 12 de outubro de 2004. A aeronave foi originalmente introduzida na frota em 1º de abril de 1994. Além disso, a empresa operou os últimos voos dos dois McDonnell Douglas DC-10. Uma aeronave, a JA8543, operou como Voo 736 da Japan Airlines do Aeroporto Internacional de Hong Kong ao Aeroporto Internacional de Narita, pousando às 16:05. Outra aeronave, a JÁ 8541, operou como o voo 952 da Japan Airlines do Aeroporto Internacional de Incheon ao Aeroporto Internacional de Narita, pousando às 16:37. Istou marcou o último voo do DC-10, encerrando mais de 30 anos de operações deste modelo.
A companhia aérea eliminou três Boeing 747-200F no ano fiscal de 2008 e operou seu último Jato Jumbo Clássico Boeing 747–300 como voo 73 da JALways do Aeroporto Internacional de Honolulu ao Aeroporto Internacional de Narita em 30 de julho de 2009, após 26 anos de serviço ao grupo aéreo. A aeronave foi recebida na chegada do "Pai do 747", Joseph F. "Joe" Sutter. Um JAL 747SR está sendo usado como um Space Carrier Shuttle Aircraft da NASA. A companhia aérea aposentou seu último Boeing 747 (JA8089) em 1º de março de 2011. O último voo foi um voo do Aeroporto Internacional de Honolulu ao Aeroporto Internacional de Narita, encerrando 41 anos de serviço com o Boeing 747.

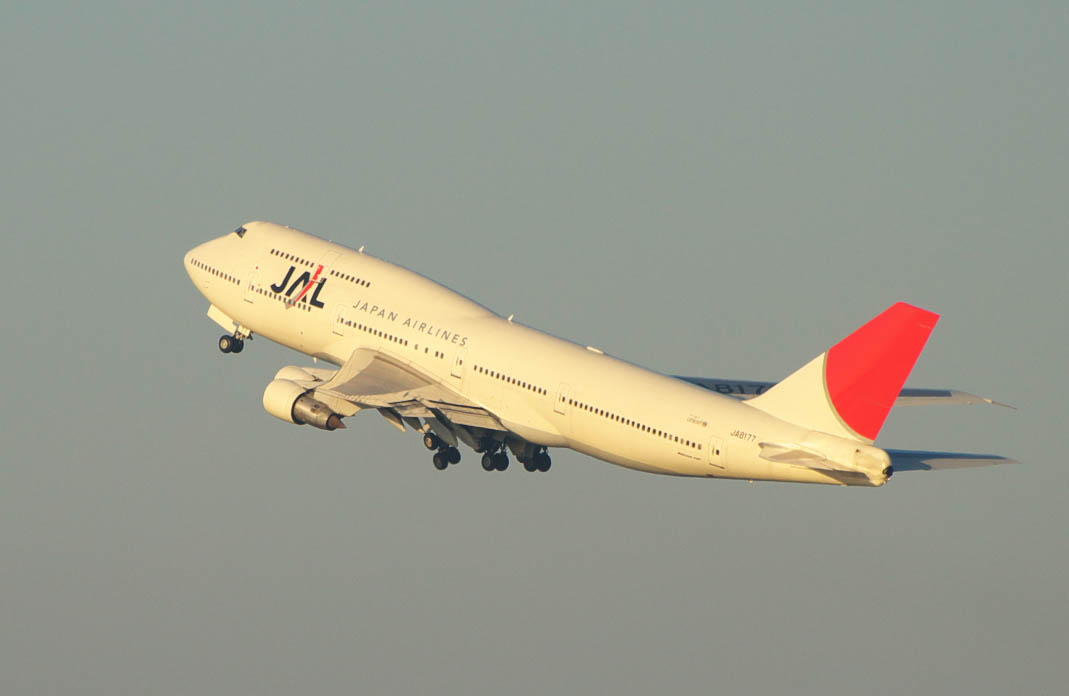
Um Boeing 747–300 da JAL em 2008

Aeronaves que estiveram a serviço da Japan Airlines (em ordem alfabética):
- Airbus A300-600R 2006 - 2011
- Beech 18[149] 1969 - ?
- Boeing 727–100[150] 1965 - 1988
- Boeing 737–400[151] 1995 - 2003
- Boeing 747–100, SR/SUD, 200B, 300, 400[152] 1970 - 2011
- Boeing 767–200 1985 - 2011
- Boeing 767-300F (da JAL Cargo) * 2007 - 2010
- Convair 880[150] 1961 - 1971
- Douglas DC-3[153] 1951 - 1951
- Douglas DC-4[153] 1952 - 1964
- Douglas DC-6B[153] 1954 - 1969
- Douglas DC-7C[153] 1958 - 1965
- Douglas DC-8-30, 50, 60[150] 1960 - 1988
- Falcon 20[149]
- Martin 2-0-2[153] 1951 - ?
- McDonnell Douglas DC-10-40 1976 - 2005
- McDonnell Douglas MD-11 1993 - 2004
- McDonnell Douglas MD-87 2006 - 2008
- McDonnell Douglas MD-90 2006 - 2013
- NAMC YS-11[150] 1969 - 1970
- Tupolev Tu-114

* A JAL Cargo também operou versões de carga do Boeing 747-100/200/400 e Douglas DC-6/7/8.

## Serviços

### Classes de cabine

#### Nova cabine

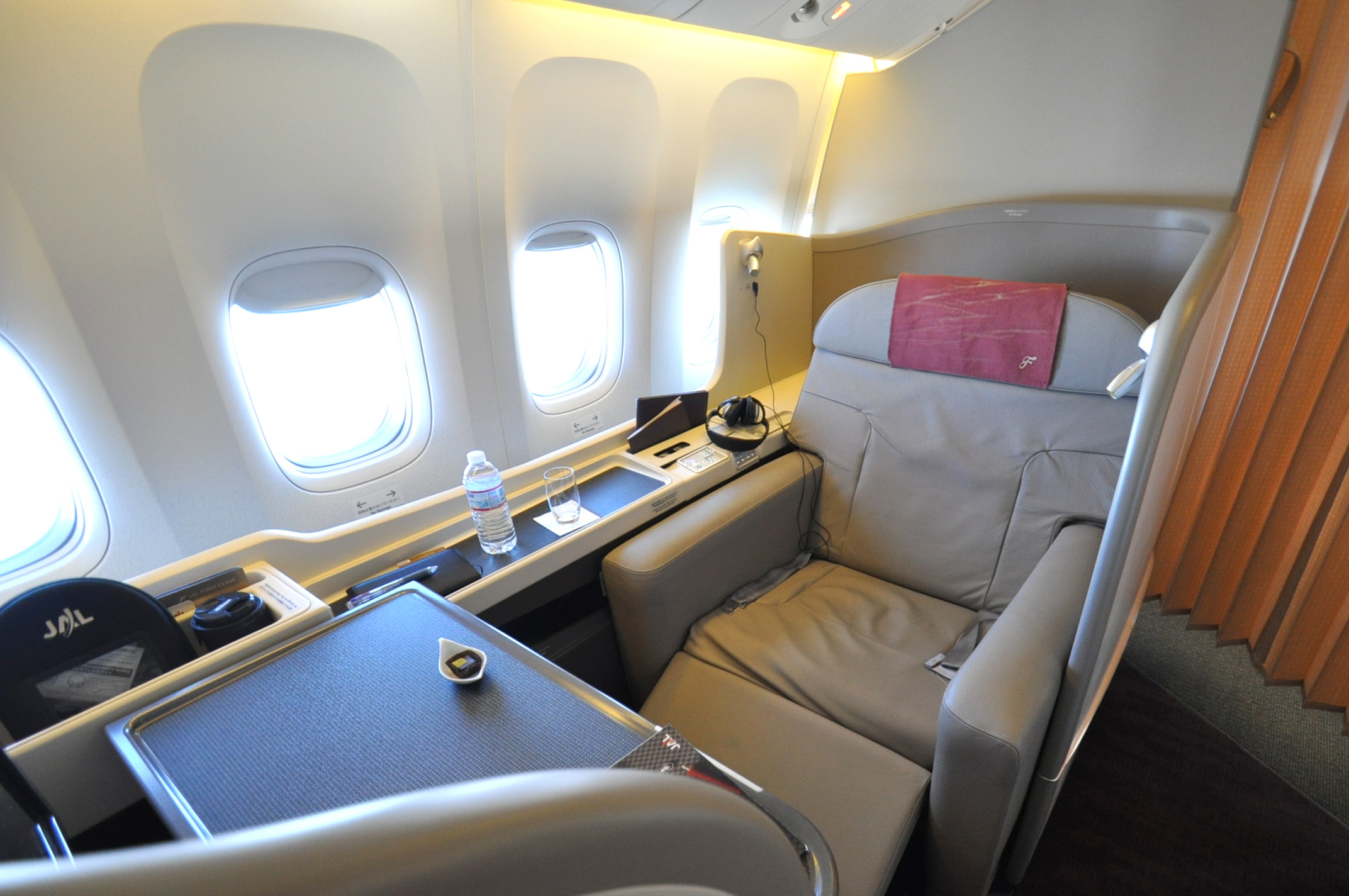
Primeira classe da JAL Suite

A JAL introduziu novos assentos de primeira classe e classe executiva internacionais: A JAL Suite da primeira classe apresenta um assento 20% mais espaçoso que o Skysleeper Solo em uma configuração 1-2-1; JAL Shell Flat Neo Seat da classe executiva Seasons, uma versão ligeiramente revisada do Shell Flat Seat original, com um assento mais largo; console central expandido; e o Sky Gallery, o primeiro mostruário de fotos artísticas em voo do mundo. Esses assentos, junto com os assentos da classe econômica Premium, inauguraram os voos 5 e 6 da Japan Airlines, operando na rota Tóquio-Nova Iorque em 1º de agosto de 2008. Ela expandiu para rota Tóquio-San Francisco em 13 de setembro de 2008, e para Tóquio-Chicago e Los Angeles em 2009. Desde 31 de outubro de 2010, a nova cabine também é usada em voos de Narita para Jacarta, sendo o único destino na Ásia para o qual a nova cabine é usada.
Oito JAL Suites  e 77 JAL Shell Flat Neo Seat estão instalados em cada aeronave Boeing 777-300ER, com 46 assentos de classe econômica Premium e 115 assentos de classe econômica ocupando o resto da cabine da aeronave. O objetivo é aumentar a receita por passageiro, ao mesmo tempo reduzindo o custo de combustível por milha/passageiro, utilizando as aeronaves mais eficientes disponíveis.
Em 2013, a JAL inaugurou novas versões dos assentos da classe econômica e econômica Premium chamados de Sky Premium e Sky Wider Economy respectivamente. Os assentos Sky Premium, encontrados em 777-300 selecionados e em breve 787, apresentam a mesma largura que os assentos Sky Shell, mas com um assento um pouco mais largo e mais reclinável.

#### Serviços internacionais

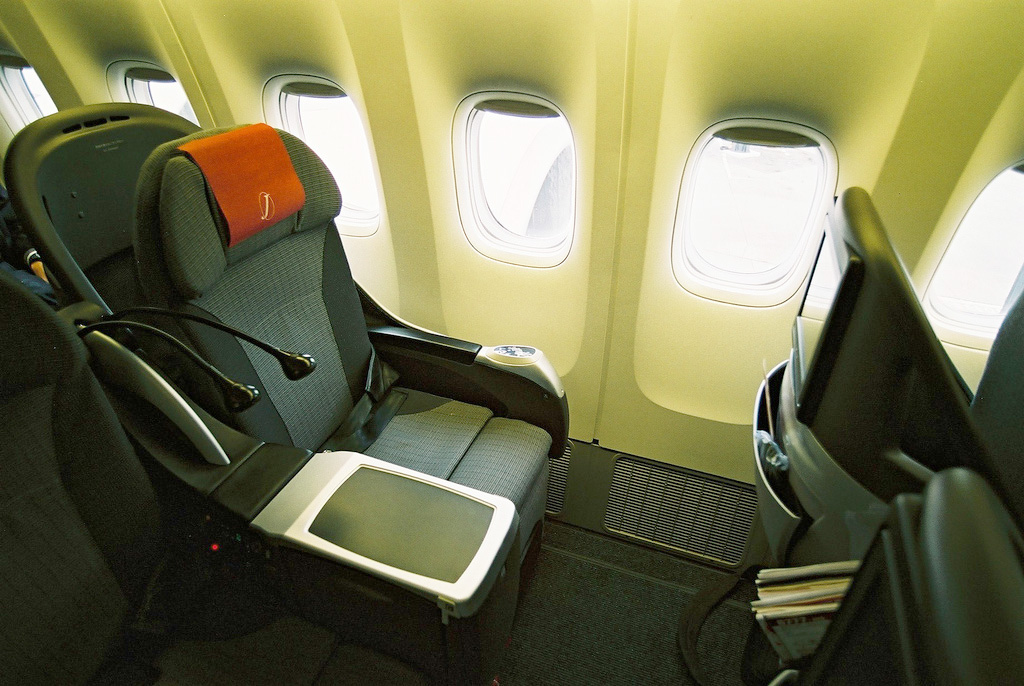
Assento Shell Flat da Classe executiva Seasons da JAL

Os serviços internacionais da companhia aérea com as cabines existentes apresentam o Skysleeper Solo ou Skysleeper, completamente reclináveis, da primeira classe; o assento Shell Flat  ou Skyluxe da classe executiva Seasons; o assento Sky Shell da classe econômica Premium e a classe econômica. O Skysleeper Solo da primeira classe reclina completamente e apresenta estofamento de couro genuíno da Poltrona Frau da Itália. O assento Shell Flat da classe executiva Seasons possui um design com a habilidade de rebaixar os descansos de braços para a mesma altura do assento quando reclinado. A classe econômica Premium é uma inclusão recente. Ele foi introduzido pela primeira vez na rota Tóquio-Londres em 1º de dezembro de 2007. Ele apresenta assentos em forma de concha que permitem aos passageiros recliná-los ao deslizar o assento para frente, sem perturbar o assento da frente quando reclinado.

#### Serviços domésticos no Japão
Nos serviços domésticos no Japão, a companhia oferece primeira classe, classe executiva class J e classe econômica. O assento da primeira classe é feito de couro Premium genuíno com uma largura de cerca de 53 cm e uma distância entre assentos de cerca de 130 cm. A Class J apresenta assentos reclináveis projetados ergonomicamente que promovem o relaxamento ao permitir os passageiros a se moverem naturalmente e manter uma postura balanceada. A JAL planeja começar a remontar sua frota doméstica com assentos de couro e serviço de internet wireless em voo a partir de maio de 2014.

### Entretenimento a bordo

#### MAGIC

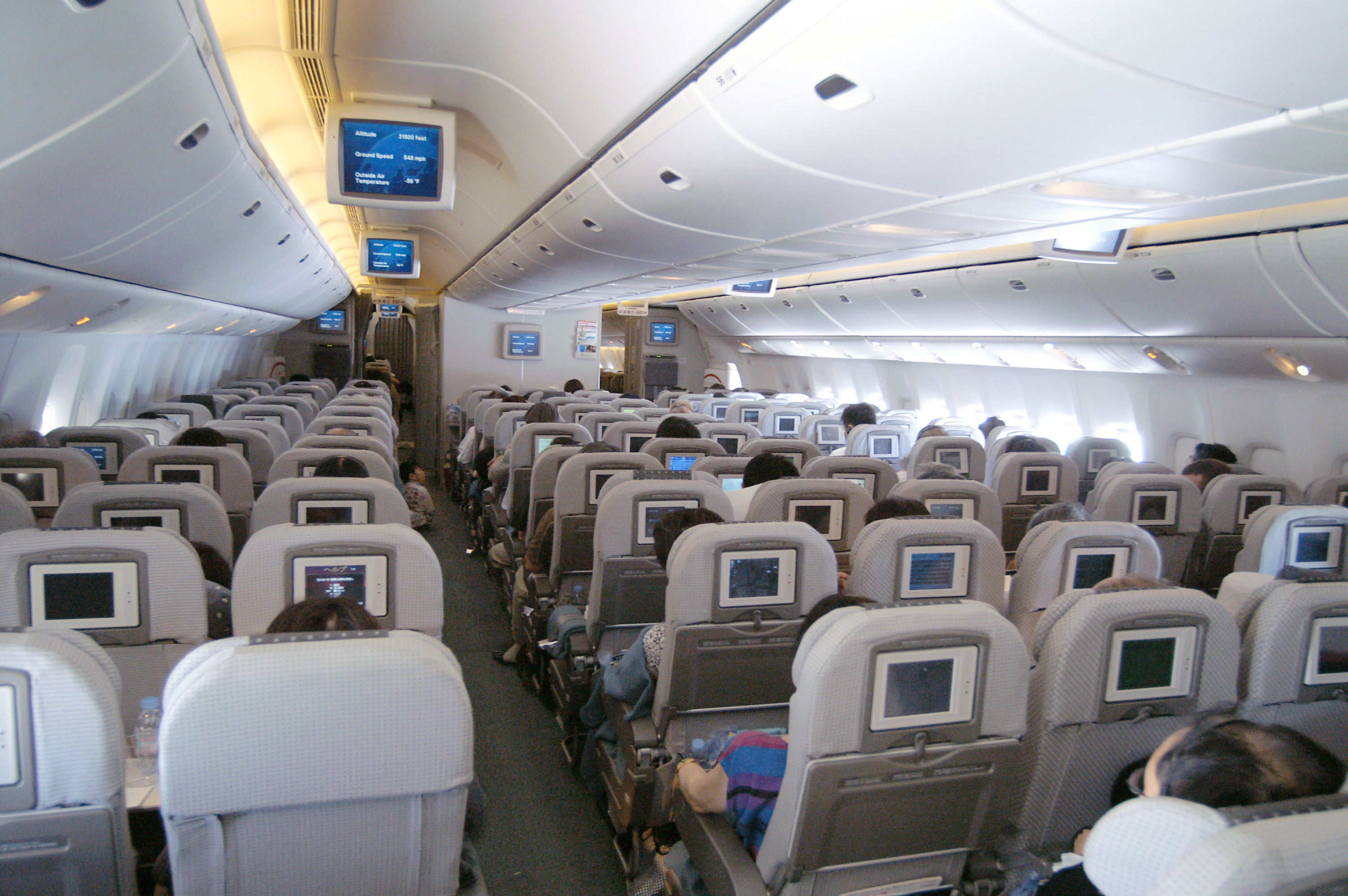
Cabine econômica da JAL com os sistemas MAGIC

O MAGIC, o sistema de entretenimento a bordo da JAL, apoiado pela JAL Entertainment Network (JEN), apresenta os últimos filmes de sucesso, vídeos, jogos e programas em áudio. Há quatro gerações do sistema  MAGIC: MAGIC-I, MAGIC-II, MAGIC-III, MAGIC-IV e o novo MAGIC-V (a ser instalado nas rotas de Boeing 787-8 e Boeing 767-300ER selecionados) Introduzido em 1º de dezembro de 2007, o sistema MAGIC-III oferece entretenimento de video e audio on demand (AVOD) a todos os passageiros. O número de canais de filmes, músicas vídeos e jogos no MAGIC-III foi dobrado de 57 a 130 em 2008, e ele está instalado em todos os assentos das aeronaves do Boeing 767-300ER, 777-200ER e 777-300ER. As aeronaves com MAGIC-I e MAGIC-II possuem filmes que iniciam automaticamente quando o sistema AVOD é ligado – uma vez que a aeronave alcança o nível de cruzeiro – e os passageiros da classe econômica podem assistir os filmes em progresso. Os passageiros da classe executiva e primeira classe possuem controle completo do AVOD. Os sistemas MAGIC também possuem catálogos de duty-free shop da JAL, incluindo as recomendação da tripulação sobre o voo e um vídeo de recursos especiais disponíveis no voo. O MAGIC-V apresentará o mesmo entretenimento do MAGIC-III, mas com um controle touch screen, juntamente com um fone. Haverá portas USB para conectar iPods e um controle mais fácil.
O sistema MAGIC-III é usado em Boeing 767-300 configurados para voos internacionais com assentos Skyluxe, Boeing 767-300ER mais antigos configurados para voos internacionais com assentos Skyluxe, todos os Boeing 777-200ER, Boeing 777-300ER mais antigos com primeira classe Skysleeper Solo/Suite e Shell Flat Seat/Neo Business class. O MAGIC-IV é usado em Boeing 737-800 configurados para voos internacionais, juntamente com um Skyluxe Seat mais novo. Ele usa telas touchscreen de 9 polegadas da Panasonic eFX. O sistema MAGIC-V está sendo implantado por toda a frota, com alguns Boeing 767-300ERs (assento Skyrecliner) e B787-8 (assento Shell Flat Neo) obtendo o mais novo IFE. Os Boeing 777-300ER (todas as aeronaves) remodelados e alguns Boeing 767-300ER (incluindo aqueles com assento Skyluxe) obterão o MAGIC-V junto com novos assentos em todas as classes.

#### Câmeras das aeronaves

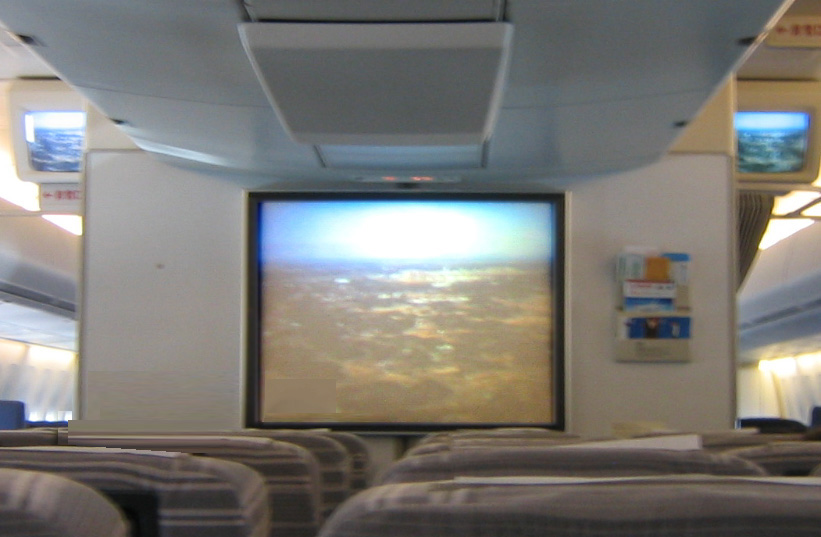
Vista da câmera na ponta da aeronave a bordo

Na maioria dos voos internacionais da JAL, câmeras nas aeronaves estão disponíveis, tanto nas asas, na barriga ou na cauda. Quando a aeronave estão nas fases de decolagem, estacionar, ascensão, descida,  pouso e desembarque, todas as TVs na cabine automaticamente se ligam no video da câmera fora da aeronave para oferecer a visão do piloto para todos os passageiros.

#### Mídia adicional
A Skyward, a revista a bordo do grupo aéreo, reflete o slogan da companhia de "Dream Skyward". Antes da fusão com a JAS, a revista a bordo da JAL era chamada de Winds. Todos as revistas do Grupo JAL são fornecidas pela JALUX.

Em junho de 2006, a JAL anunciou uma promoção do Nintendo DS Lite. Entre 1º de junho e 31 de agosto, seria oferecido a todos os passageiros da classe executva e primeira classe o uso de Nintendo DS Lites especialmente fabricados para viagens aereas, com as capacidades wireless sendo removidas a fim de garantir os padrões de segurança aérea. 

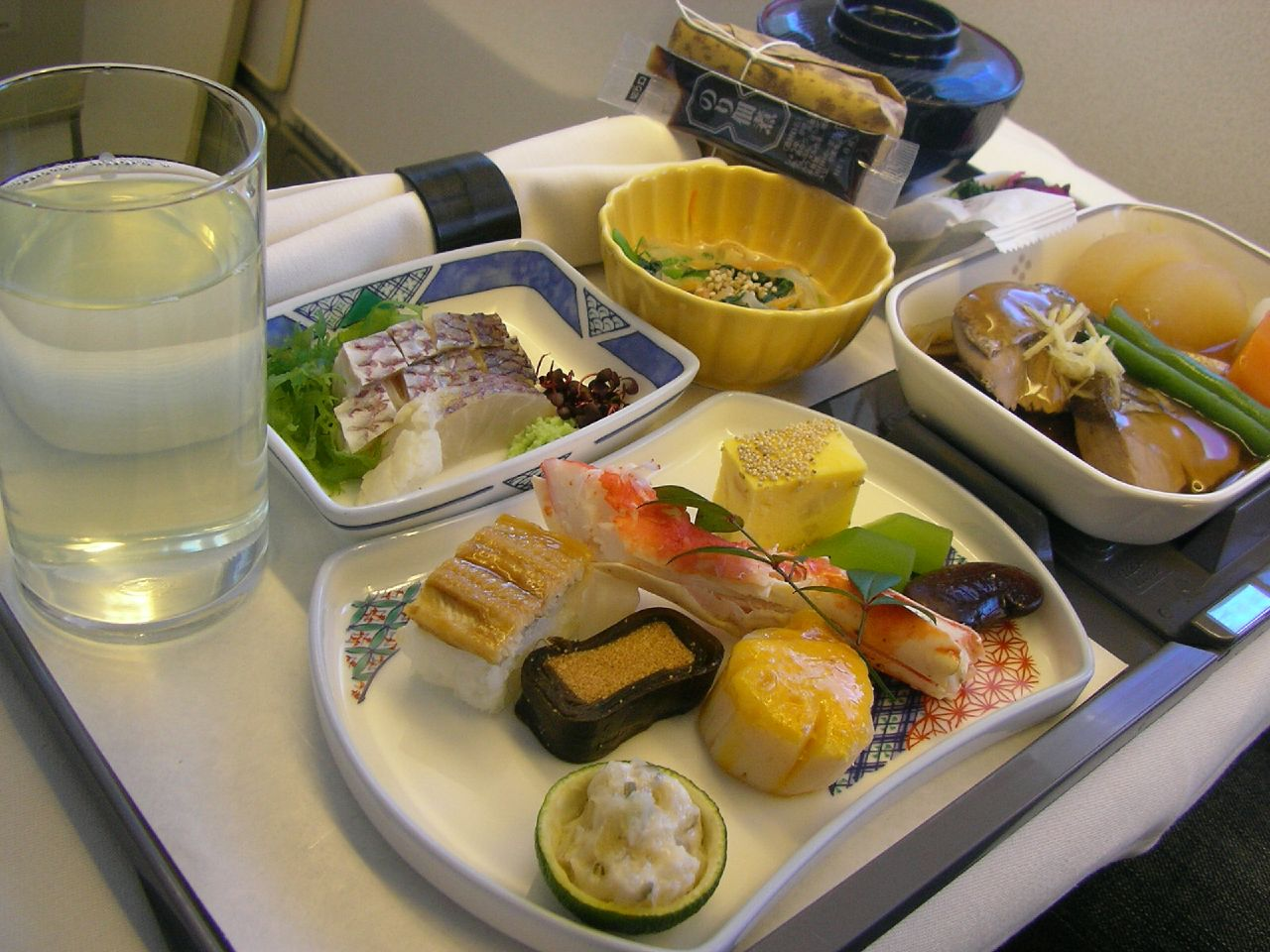
Refeição a bordo na classe executiva Seasons da JAL

### Refeições a bordo
A Japan Airlines oferece refeições em rotas intercontinentais, dependendo da classe da cabine, destino e duração do voo. Geralmente são oferecidos menus ocidentais e japoneses, incluindo seleções de menu da estação dependendo do destino. Ofertas de refeições especiais podem ser pedidas em cada classe durante a reserva, incluindo refeições infantis, religiosas, vegetarianas dentre outras.

### Lounge Sakura
O Lounge Sakura, que recebeu o nome da palavra japonesa para flor de cerejeira, é um lounge da Japan Airlines. Além dele, a companhia aérea também opera, nas rotas internacionais, o First Class Lounge, Sakura Lounge annex e JAL Lounge; e nas rotas domésticas, os lounges que incluem o Diamond Premier Lounge e o JAL Lounge. O acesso aos lounges depende da classe da viagem ou o status no JAL Mieage Bank ou JAL Global Club.

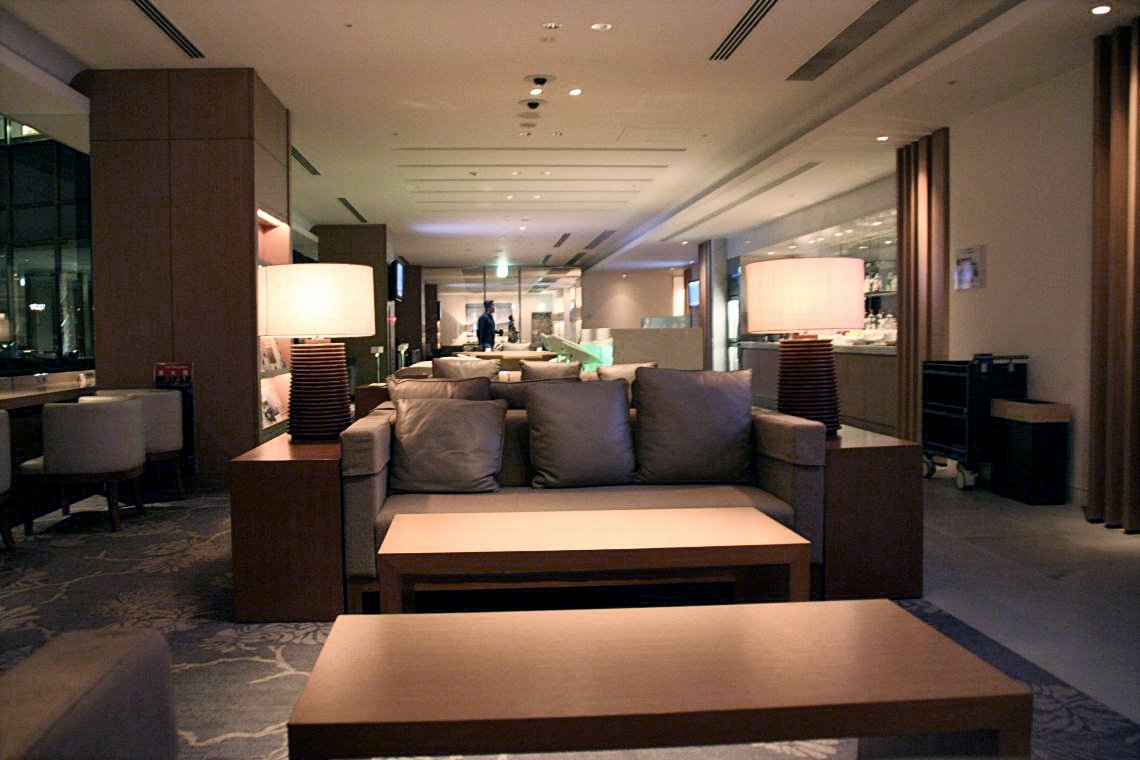
Sakura Lounge no Terminal 2 do Aeroporto Internacional de Narita

O Sakura Lounge oferece bebidas, incluindo suco, refrigerante, café, chá, água mineral e álcool, além de aperitivos. Uma varidade de materiais impressos fica à disposição, tais como os principais jornais locais e de esporte, revistas semanais e livros de economia. Há também telefones públicos, fax e Xerox, além de de conexão wireless LAN disponível.

## Na cultura popular
A Japan Airlines tem sido o foco de alguns programas de televisão no Japão com o passar dos anos, a maioria sendo dramas tratando de aeromoças. Attention Please foi um durama de 1970 que seguia a história de uma jovem garota que entra para a JAL para ser uma aeromoça enquanto passa por muitas dificuldades. Este programa foi refeito em 2006 novamente como Attention Please, estrelando Aya Ueto, que se junta a uma classe de indicadas a aeromoças. A maior parte da ação da história da série de 2006 ocorre na sede de operações de voos da JAL em Haneda. A série teve dois especiais desde a versão original, marcando a transição da personagem principal para as operações internacionais da JAL.
Durante a década de 1980, a JAL foi também o foco de um outro drama intitulado Stewardess Monogatari, que apresentava outra jovem garota durante o treinamento para ser uma aeromoça da JAL. Durante a década de 1990, a JAL apresentou alguns comerciais com celebridades, incluindo Janet Jackson, que dançou e cantou em um cenário com alguns JAL 747 em rotação.
A companhia aérea também foi mencionada ou mostrada em animes. Um desses foi K-ON!! The movie onde um JAL 777 com a fuselagem J-Bird foi usado em um voo de Narita para Londres Heathrow. Um JAL 747 também foi mostrado no começo da versão live action do filme de Prince of Tennis.